# Tallinn
Tallinn (deutsche Aussprache [ˈtalɪn], estnische Aussprache [ˈtɑlʲˑinˑ]) ist die Hauptstadt sowie das wirtschaftliche und kulturelle Zentrum Estlands und mit rund 457.000 Einwohnern die größte Stadt des Landes sowie nach Riga und Vilnius drittgrößte Stadt des Baltikums. Sie liegt am Finnischen Meerbusen der Ostsee, etwa 80 Kilometer südlich von Helsinki.
Bis zum 24. Februar 1918 hieß Tallinn amtlich Reval [ˈʀeːval], ein im deutschsprachigen Raum auch danach noch gebräuchlicher Name. Im Niederdeutschen lautet der Name Revel. Andere alte Namen sind russisch Ревель (Rewel) und vormals Колывань (Kolywan), dänisch Lyndanisse, schwedisch Lindanäs oder Reuel.
Den Namen Tallinn trug die Stadt im Estnischen bereits seit der Eroberung durch den dänischen König Waldemar im Jahr 1219. Er wird üblicherweise abgeleitet von Taani-linn(a), was „Dänische Stadt“ oder „Dänische Burg“ (lateinisch Castrum Danorum) bedeutet.

## Geographie

### Klima
Tallinn ist durch ein kaltes Klima geprägt. Die größten Niederschlagsmengen werden im August verzeichnet.
|                       | Jan  | Feb  | Mär  | Apr  | Mai  | Jun  | Jul  | Aug  | Sep  | Okt | Nov  | Dez  |   |      |
| Mittl. Tagesmax. (°C) | −3,0 | −3,3 | 0,3  | 7,0  | 13,2 | 18,1 | 20,5 | 19,7 | 15,1 | 9,0 | 3,2  | −0,9 | ⌀ | 8,3  |
| Mittl. Tagesmin. (°C) | −8,7 | −9,0 | −6,2 | −0,2 | 4,5  | 9,7  | 12,6 | 11,7 | 8,4  | 3,9 | −1,0 | −5,1 | ⌀ | 1,8  |
|                       |      |      |      |      |      |      |      |      |      |     |      |      |   |      |
| Niederschlag (mm)     | 43   | 28   | 28   | 34   | 34   | 51   | 77   | 83   | 81   | 63  | 66   | 53   | Σ | 641  |
|                       |      |      |      |      |      |      |      |      |      |     |      |      |   |      |
| Sonnenstunden (h/d)   | 0,8  | 2,0  | 4,1  | 6,2  | 8,9  | 10,1 | 9,0  | 7,4  | 4,7  | 3,0 | 1,0  | 0,6  | ⌀ | 4,8  |
|                       |      |      |      |      |      |      |      |      |      |     |      |      |   |      |
| Regentage (d)         | 11   | 8    | 8    | 8    | 7    | 8    | 10   | 10   | 13   | 11  | 15   | 14   | Σ | 123  |
|                       |      |      |      |      |      |      |      |      |      |     |      |      |   |      |
| Wassertemperatur (°C) | 1    | 1    | 1    | 2    | 5    | 11   | 15   | 16   | 13   | 9   | 6    | 3    | ⌀ | 6,9  |
|                       |      |      |      |      |      |      |      |      |      |     |      |      |   |      |
| Luftfeuchtigkeit (%)  | 87   | 85   | 81   | 76   | 70   | 72   | 78   | 81   | 83   | 84  | 87   | 87   | ⌀ | 80,9 |

| −8,7 |

| −9,0 |

| −6,2 |

| −0,2 |

| 4,5 |

| 9,7 |

| 12,6 |

| 11,7 |

| 8,4 |

| 3,9 |

| −1,0 |

| −5,1 |

| −8,7 |

| −9,0 |

| −6,2 |

| −0,2 |

| 4,5 |

| 9,7 |

| 12,6 |

| 11,7 |

| 8,4 |

| 3,9 |

| −1,0 |

| −5,1 |

### Stadtgliederung

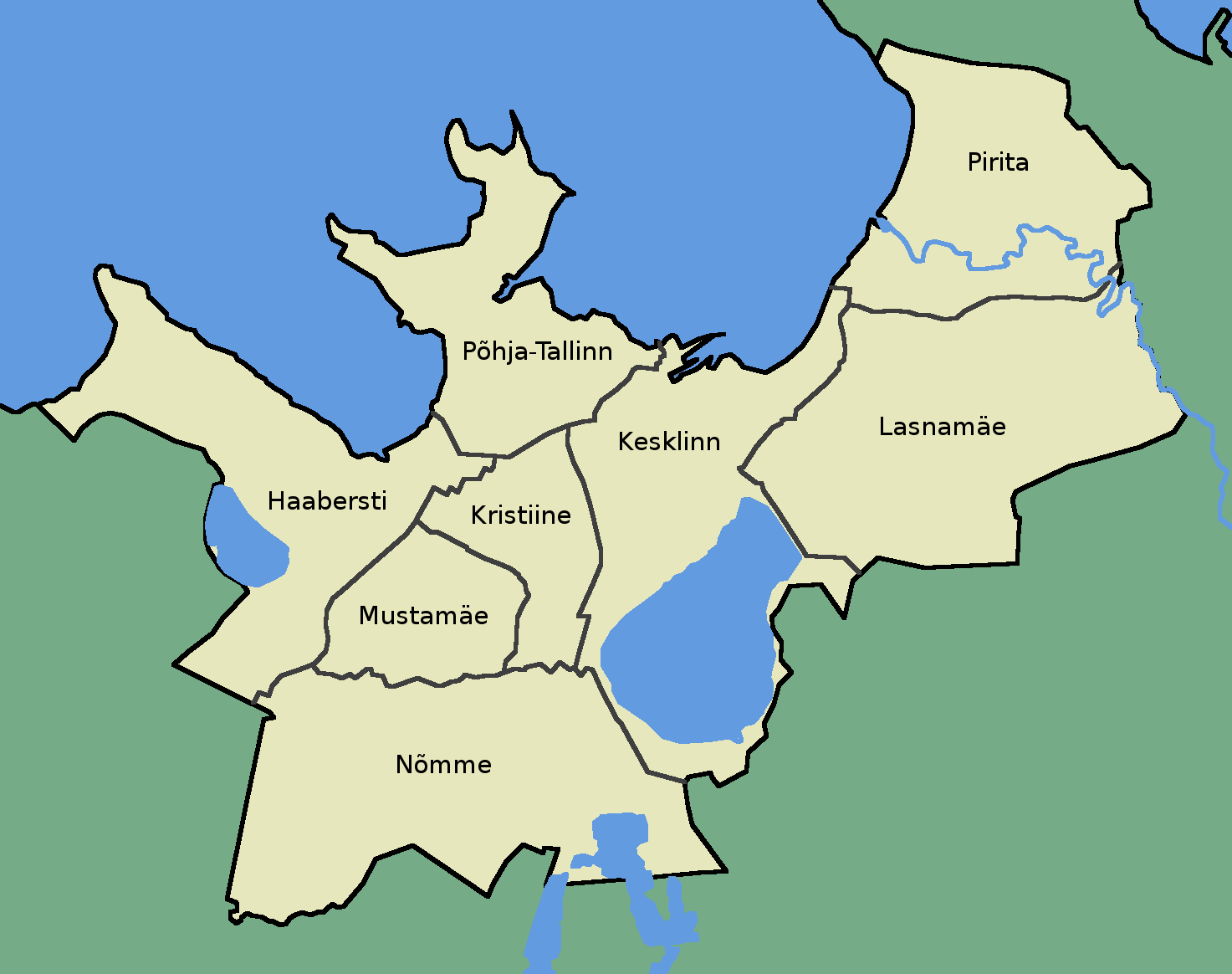
Stadtgliederung Tallinns

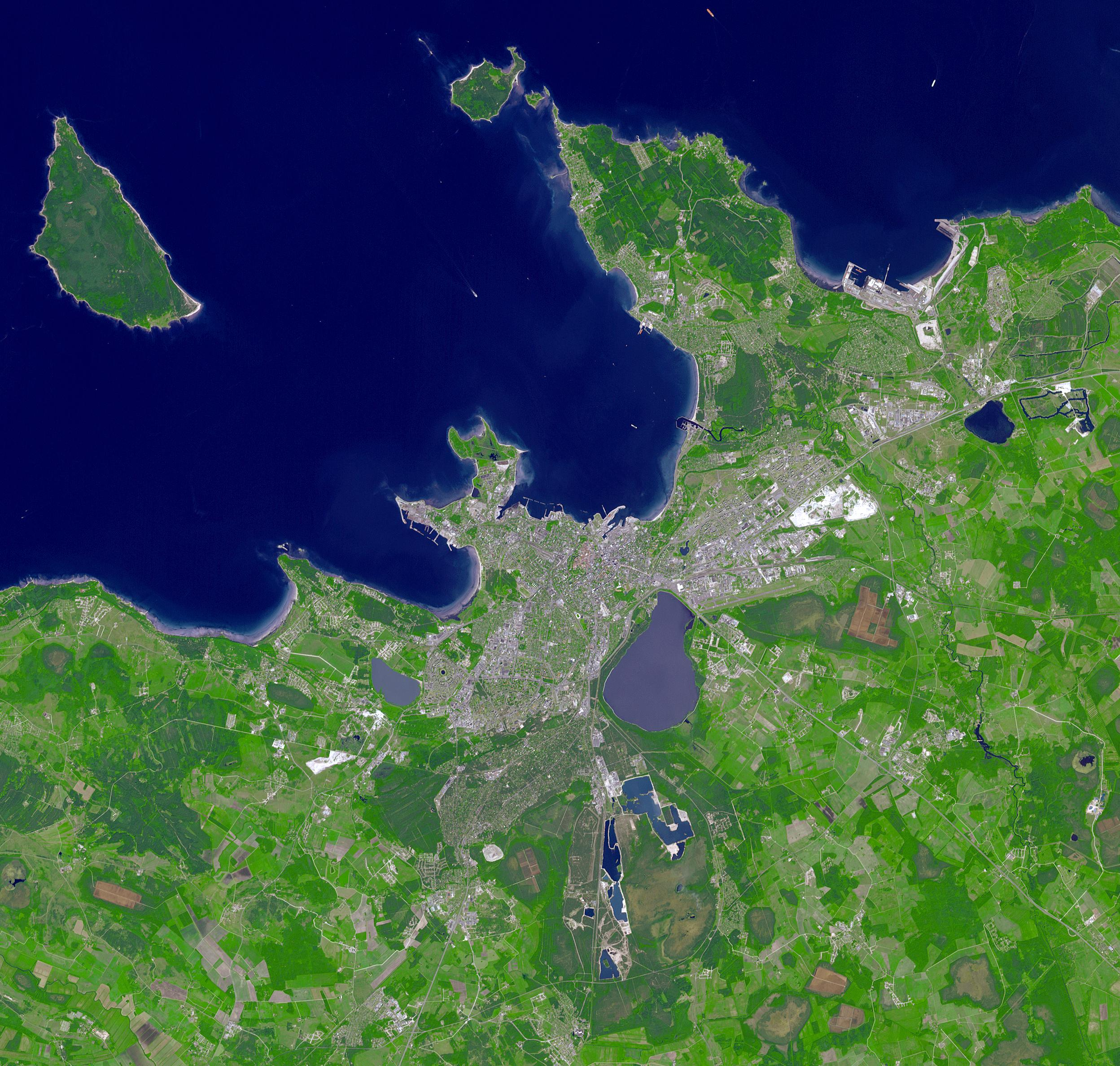
Tallinn aus dem All

Tallinn ist unterteilt in die Stadtteile Haabersti, Kesklinn, Kristiine, Lasnamäe, Mustamäe, Nõmme, Pirita und Põhja-Tallinn sowie 84 Stadtviertel.
- Haabersti: Astangu, Haabersti, Kakumäe, Mäeküla, Mustjõe, Õismäe, Pikaliiva, Rocca al Mare, Tiskre, Väike-Õismäe, Veskimetsa, Vismeistri
- Kesklinn: Aegna, Juhkentali, Kadriorg, Kassisaba, Keldrimäe, Kitseküla, Kompassi, Luite, Maakri, Mõigu, Raua, Sadama, Sibulaküla, Südalinn, Tatari, Tõnismäe, Torupilli, Ülemistejärve, Uus Maailm, Vanalinn, Veerenni
- Kristiine: Järve, Lilleküla, Tondi
- Lasnamäe: Katleri, Kurepõllu, Kuristiku, Laagna, Loopealse, Mustakivi, Pae, Paevälja, Priisle, Seli, Sikupilli, Sõjamäe, Tondiraba, Ülemiste, Uuslinn, Väo
- Mustamäe: Kadaka, Mustamäe, Sääse, Siili
- Nõmme: Hiiu, Kivimäe, Laagri, Liiva, Männiku, Nõmme, Pääsküla, Rahumäe, Raudalu, Vana-Mustamäe
- Pirita: Iru, Kloostrimetsa, Kose, Laiaküla, Lepiku, Maarjamäe, Mähe, Merivälja, Pirita
- Põhja-Tallinn: Kalamaja, Karjamaa, Kelmiküla, Kopli, Merimetsa, Paljassaare, Pelgulinn, Pelguranna, Sitsi

### Nachbarschaft
Tallinn grenzt im Nordosten an Viimsi, im Osten an Jõelähtme, im Südosten an Rae, im Süden an Saku, im Südwesten an Vasalemma und im Westen an Harku.

## Geschichte
Die Ursprünge Tallinns gehen auf eine hölzerne Burg (auf dem heutigen Domberg) und einen vermuteten estnischen Handelsplatz zurück, die Mitte des 11. Jahrhunderts gebaut wurden. Zur gleichen Zeit wurde der Hafen Tallinns angelegt.

### Namen
Der deutsche und dänische Name Reval rührt vom estnischen Namen des historischen Kleingebietes her, dessen Zentrum der Ort war, und wurde für die Burg und die spätere Stadt erst von Dänen und Deutschen geprägt (estnisch auch Rävälä, nach Heinrich von Lettland Revele, nach dem Waldemar-Erdbuch Revælæ). Der estnische Name Tallinn leitet sich aus ‚tani linna‘ her und bedeutet ‚dänische Burg‘. In altrussischen Schriften ist der Ort als ‚Колывань‘ (Kolywan) erwähnt.

### Dänische Herrschaft

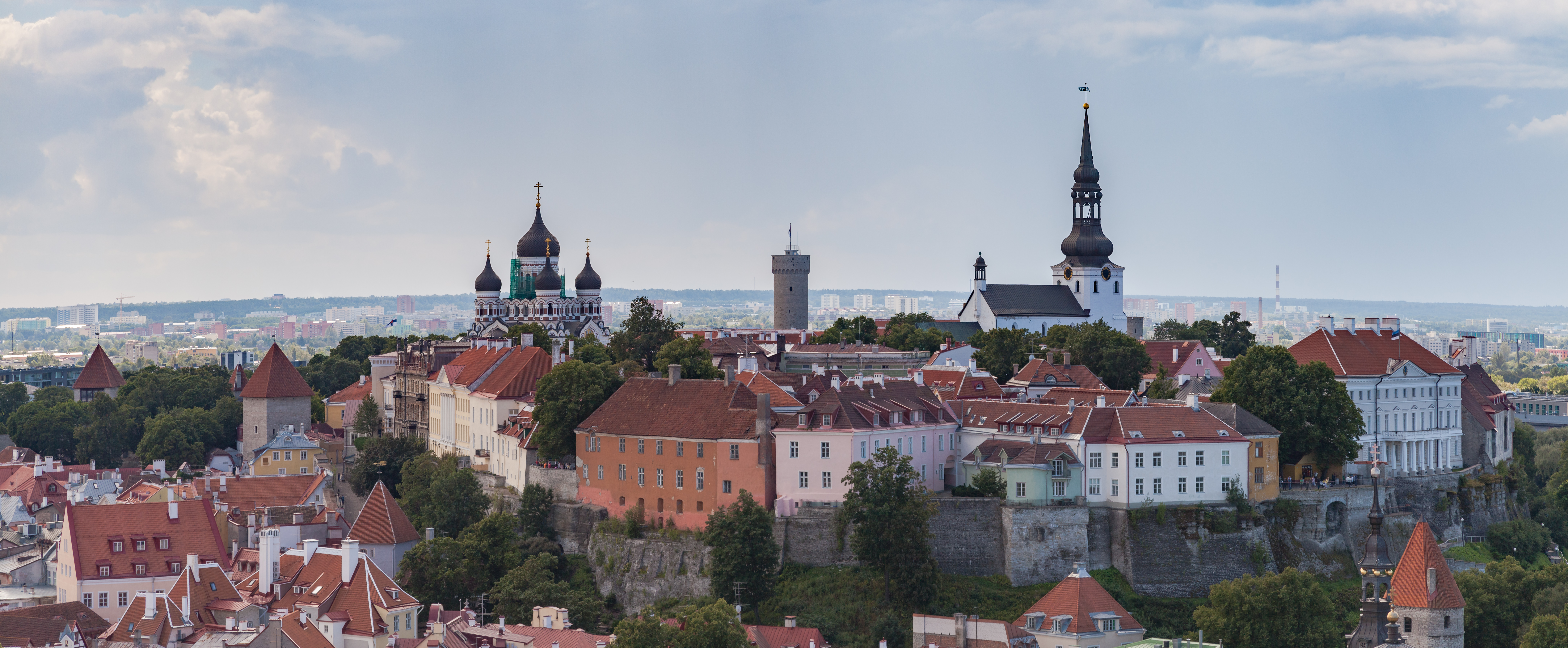
Blick auf den Domberg

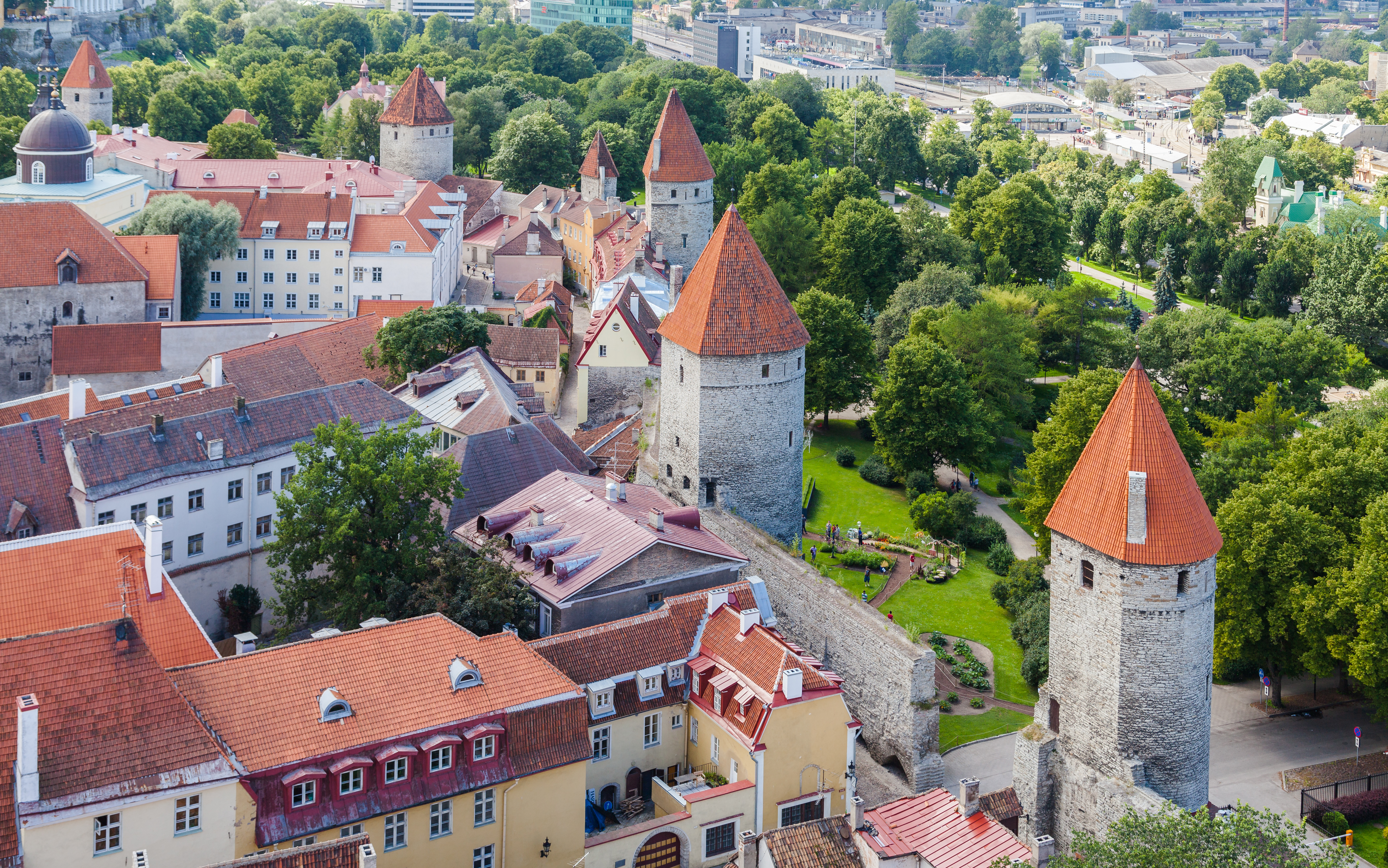
Teil der mittelalterlichen Stadtmauer

Im Jahre 1219 eroberte der dänische König Waldemar II. die alte estnische Burg (Schlacht von Lyndanisse) auf dem Domberg, errichtete sie neu und begann mit dem Bau einer Domkirche für den von Dänemark um 1167 im Zuge seiner Missionierung ernannten Bischof der Esten, Suffragan des Erzbischofs von Lund. Dänemark konnte die Burg jedoch nicht lange gegen die aufständischen Esten und die vordringenden Deutschen halten. 1227 eroberte der Schwertbrüderorden Reval mit päpstlicher Genehmigung und erhielt die Burg und einen Großteil des heutigen Estland zur Verwaltung aus der Hand des päpstlichen Statthalters in Estland.
Wahrscheinlich um seine Stellung gegen die ländlichen Vasallen zu stärken, ließ der Schwertbrüderorden im Jahre 1230 aus Gotland 200 westfälische und niedersächsische Kaufleute anwerben, die sich, mit Zollfreiheit und Land belehnt, unterhalb der Burg ansiedelten. Obwohl eine Gründungsurkunde nicht überliefert ist, ist hierin wohl die eigentliche Gründung einer Stadt Reval zu sehen.
Als der Orden es ablehnte, seine Lehnsherrschaften und die Burg drei Jahre später wieder an den päpstlichen Legaten zu übergeben, machte der dänische König seine Ansprüche auf Reval und Estland wieder geltend. Nach der vernichtenden Niederlage in der Schlacht von Schaulen im Jahre 1236 strebte der Schwertbrüderorden die Vereinigung mit dem Deutschen Orden an, die der Papst nur gegen die Herausgabe Revals genehmigte. So ging der Schwertbrüderorden 1237 als Livländischer Orden in den Deutschen Orden über, und Reval kam 1238 zurück an Dänemark. In diesem Zusammenhang wurde Reval zum ersten Mal als civitas (Bürgerschaft, Stadt) erwähnt.
Unter der erneuten dänischen Herrschaft bis 1346 gewann die Stadt rasch an Größe und wirtschaftlicher Bedeutung. 1248 erhielt sie vom dänischen König das lübische Stadtrecht, das bis 1865 galt. Dieses galt allerdings nicht auf dem Domberg. Mit derselben Urkunde wurden die ersten Ratsherren ernannt. Die Stadt erhielt nach und nach umfangreiche Privilegien, die sie vom Landesherrn weitestgehend unabhängig machten. Die Amtssprache in Tallinn war bis 1889 Deutsch.
Obwohl Reval unter (zunehmend lockerer) dänischer Herrschaft stand, behielt die Stadt eine deutsche Oberschicht, und da diese fast ausschließlich aus Kaufleuten bestand, wurde ein enger Kontakt zur Hanse unterhalten. Dass sich Reval als der Hanse zugehörig betrachtete, ist bereits für 1252 belegbar und findet spätestens 1285 ausdrückliche Erwähnung. Von wirtschaftlicher Bedeutung war die dänische Entscheidung von 1294, allen deutschen Kaufleuten den Handelsweg nach Nowgorod über Reval und Narwa zu gestatten. Damit konnte Reval zu einem Knotenpunkt des hansischen Ostseehandels werden.

### Reval und der Deutsche Orden

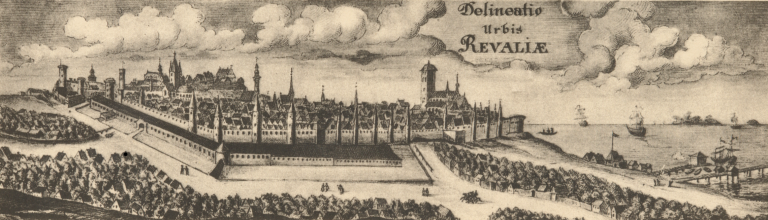
Ansicht von 1630

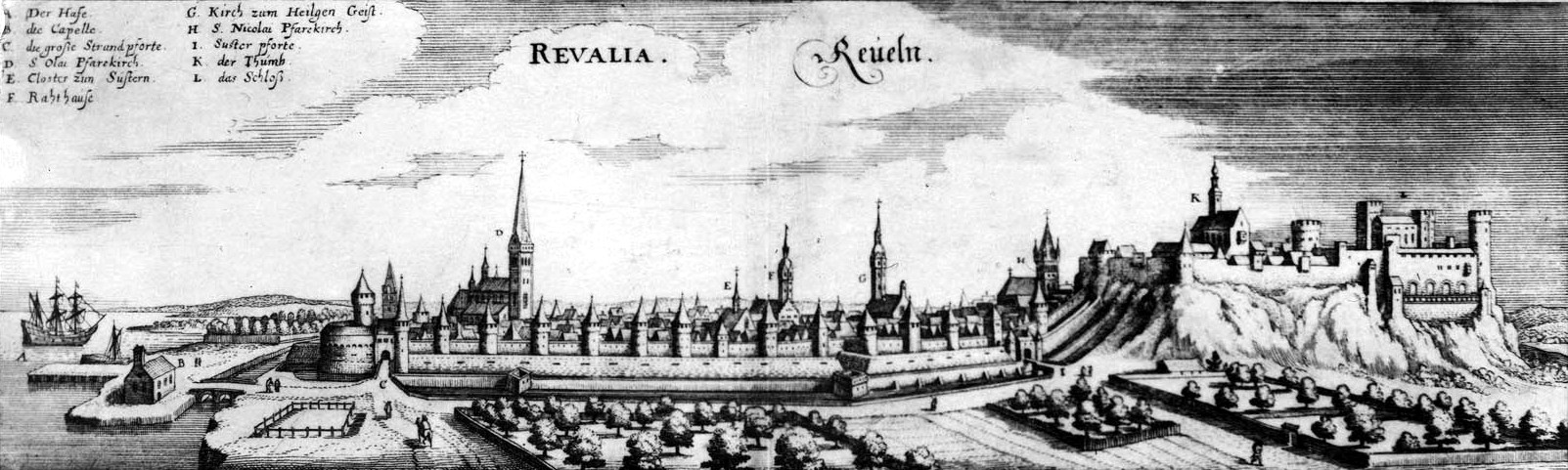
Revalia (Reval) um 1650 (Kupferstich von Adam Olearius)

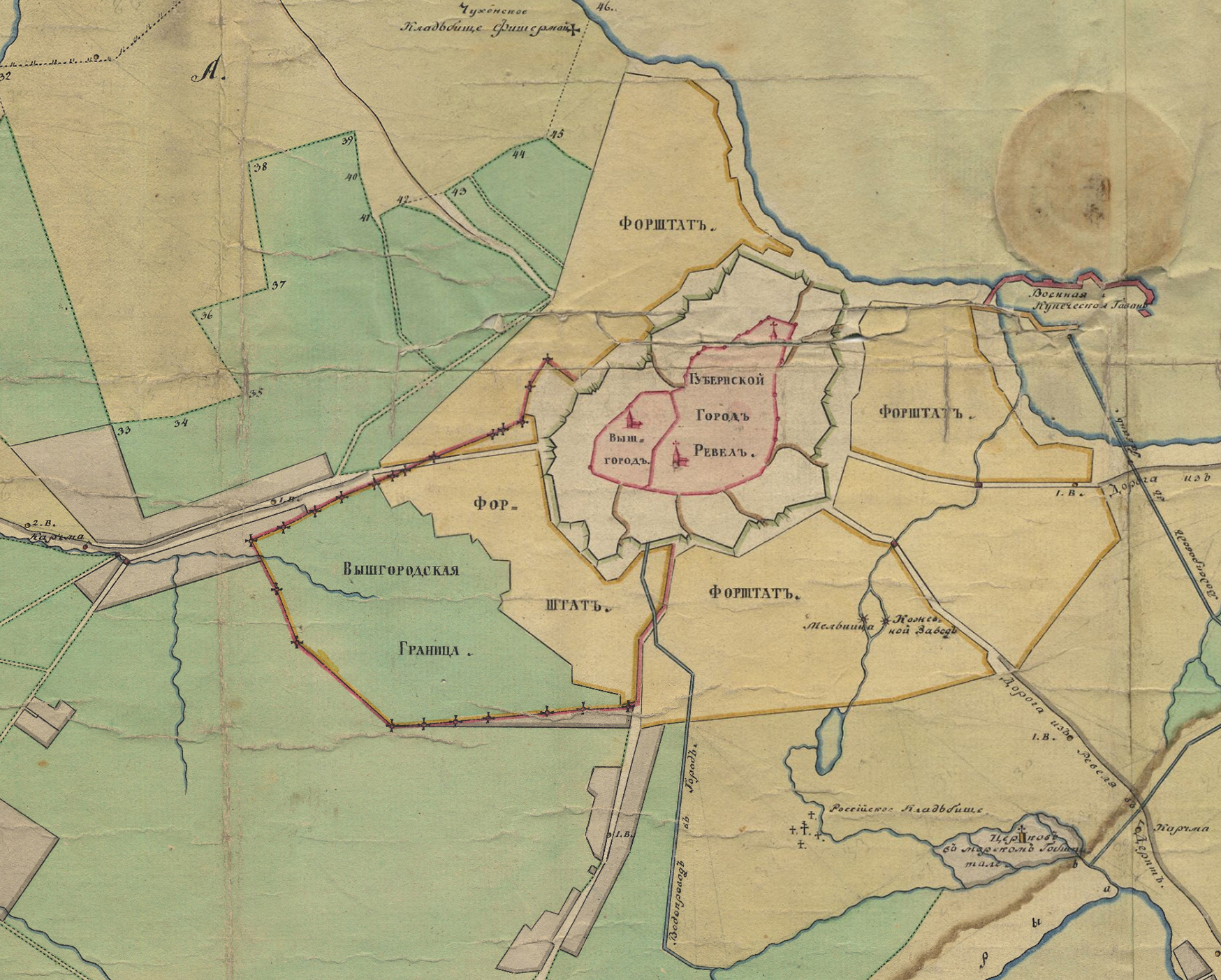
Karte Revals von 1810

Nach der Niederschlagung eines großen Estenaufstandes mit der Hilfe des Deutschen Ordens entließ der dänische König 1346 seine estländischen Vasallen aus ihrem Treueid und verkaufte seine Rechte an Nord-Estland dem Deutschen Orden. Reval, das sich im Jahr vor dem Verkauf alle bestehenden und einige neue Privilegien durch den dänischen König hatte bestätigen lassen, bekam nun durch den neuen Landesherrn sämtliche Privilegien zugesichert und konnte so seine rechtliche und autonome Stellung während des Wechsels noch ausbauen.
Reval, Teil des „Livländischen Drittels“ der Hanse, erhielt 1346 zusammen mit Riga und Pernau das Stapelrecht, das alle mit Russland Handel treibenden Kaufleute dazu verpflichtete, eine der drei Städte anzulaufen und für einen Zeitraum von drei bis acht Tagen ihre Waren auf dem Markt anzubieten. Mehrere exklusive Handelsrechte für die Revaler Kaufleute beendeten den bis dahin für jeden offenen Freihandel in der Stadt. Die bisher wichtigste Handelsstadt der Ostsee, Wisby, gelangte nach der Plünderung durch den dänischen König 1361 und in den darauf folgenden Kriegsjahren nicht wieder zu ihrer vorherigen Vormachtstellung; und als zur Jahrhundertwende die Vitalienbrüder aus der Ostsee verbannt worden waren, wurde Reval die wichtigste Stadt des hansischen Osthandels.
Der Russlandhandel blieb allerdings nicht immer ungetrübt. Nach mehreren unsicheren Jahren brach 1471 der Handel mit Nowgorod durch Angriffe der Moskauer ganz ab, und 1478 wurde das bis dahin unabhängige Fürstentum von den Moskauern endgültig erobert. Das Großfürstentum Moskau führte Krieg gegen Livland, mit dem es nun eine gemeinsame Grenze besaß. Der Einfall der Moskauer Russen in Livland 1481 brachte der von Flüchtlingen überfüllten Stadt einen schweren Pestausbruch. Weitere schwere Seuchenjahre der Stadt waren 1464, 1495/96 und 1519/20. Nach einer kurzen Friedensperiode, in der das Nowgoroder Handelskontor wieder eröffnet und erneut geschlossen wurde, folgte 1501–1503 ein erfolgreicher Kriegszug des Deutschen Ordens gegen Moskau, an den sich ein bis 1558 dauernder Friede anschloss.
Die Kriege mit den Moskauer Russen brachten für Livland und Reval schwere wirtschaftliche und Bevölkerungsverluste. Erst 1514 gelang die erneute Errichtung einer Handelsbeziehung der livländischen Städte Reval und Dorpat mit Nowgorod, die zu einer neuen wirtschaftlichen Blüte bis in die 1550er Jahre führte. Im 16. Jahrhundert hatte die Stadt ca. 6000–7000 Einwohner.
Die Reformation erreichte Reval 1523/24. Ihren endgültigen Durchbruch erlebte sie, als sich im Juli 1524 Vertreter der livländischen Städte und Ritter im Revaler Rathaus versammelten und beschlossen, bei der protestantischen Lehre zu bleiben und sie mit allen Mitteln zu verteidigen. Im September 1524 kam es zu einem Bildersturm, dem die Ausstattung dreier Kirchen zum Opfer fiel. Die Verluste blieben dabei verhältnismäßig gering, da der Rat bereits am nächsten Tag die öffentliche Ordnung wiederherstellen konnte und für die Rückerstattung der geraubten Kunstschätze sorgte. Insgesamt verlief die Reformation in Livland und in Reval unblutig. Am 9. September 1525 wurde die neue Lehre in Reval durch den Erlass einer lutherischen Kirchenordnung seitens des Rates und der Gilden „amtlich“.

### Schutzmacht Schweden und russische Herrschaft

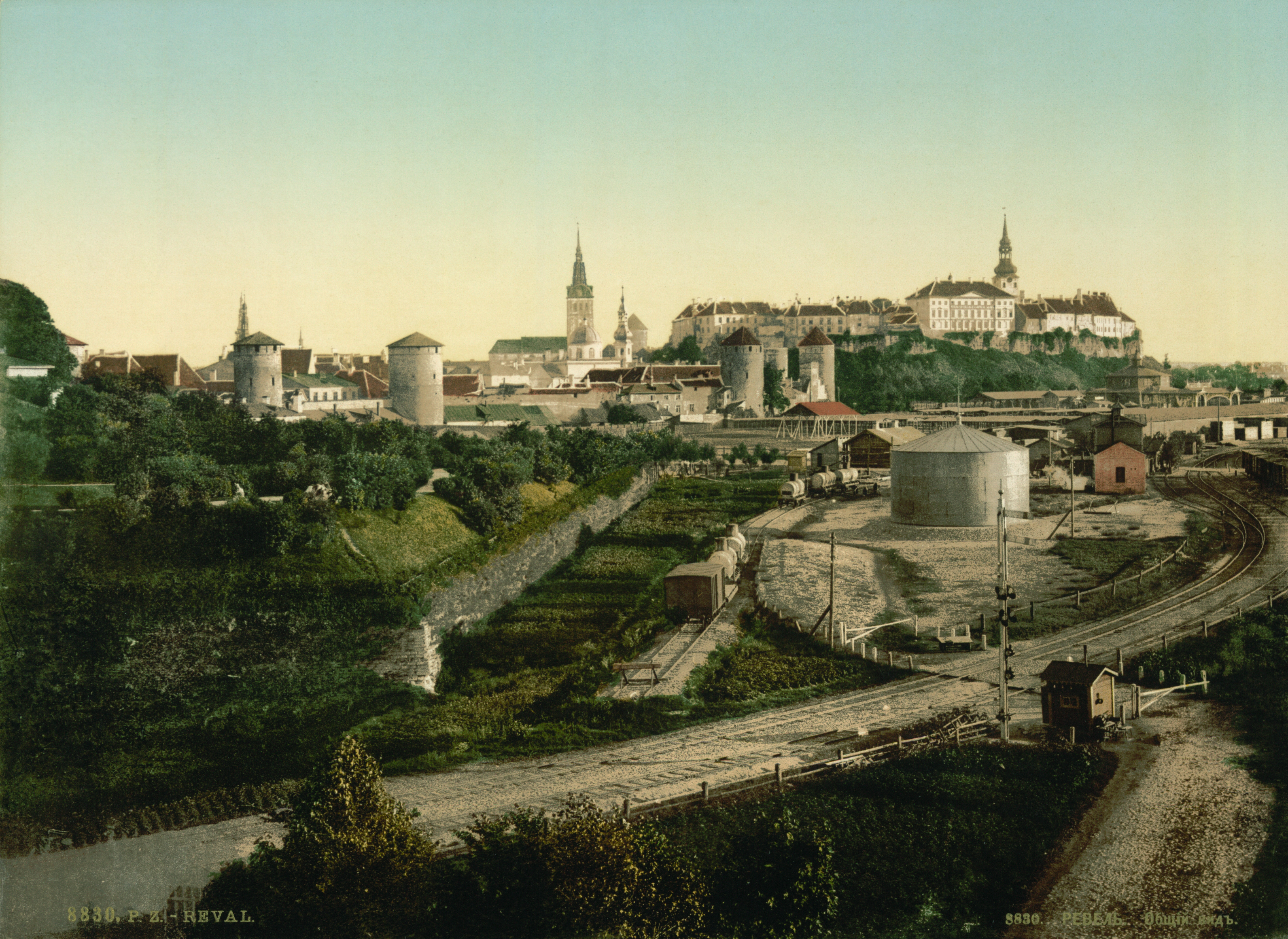
Reval um 1900

Die restliche Zeit der Ordensherrschaft war von inneren und äußeren Streitigkeiten geprägt, bis Moskau bei seinem Einfall 1558–1561 den Deutschen Orden in Livland besiegte. Reval wandte sich an Schweden als Schutzmacht, womit eine bis zum Großen Nordischen Krieg 1710 anhaltende schwedische Herrschaft in der Stadt begann.
1561 wurde die Stadt in der Zeit des Livländischen Krieges schwedisch. Die Schweden reduzierten nach und nach die Vorrechte der Deutschen, jedoch nicht in dem Ausmaß, wie es die Esten im Hinblick auf den Status der Bauern in Schweden zunächst erhofften. Das erste Gymnasium wurde 1631 gegründet. Im Jahr 1684 gab es einen vernichtenden Brand auf dem Domberg. Nach der Pestepidemie
1710 hatte Reval nur noch 2000 Einwohner.
Infolge des Großen Nordischen Krieges fiel Reval im Zuge der Belagerung von Reval 1710 an Russland. Peter I. verlieh den alten deutschen Ratsgeschlechtern wieder ihre ursprünglichen Privilegien; in den nächsten zwei Jahrhunderten wurden die Rechte der Stadtregierung dann schrittweise reduziert.

### Republik Estland 1918–1940
Am 24. Februar 1918 wurde die selbstständige Republik Estland ausgerufen; die Stadt, die nun Tallinn hieß, wurde schließlich Hauptstadt des unabhängigen Estland. Die eigentliche Unabhängigkeit wurde im Freiheitskrieg (1918–1920) erkämpft und durch den Friedensvertrag mit dem sowjetischen Russland gekrönt.

### Sowjetrepublik und Zweiter Weltkrieg

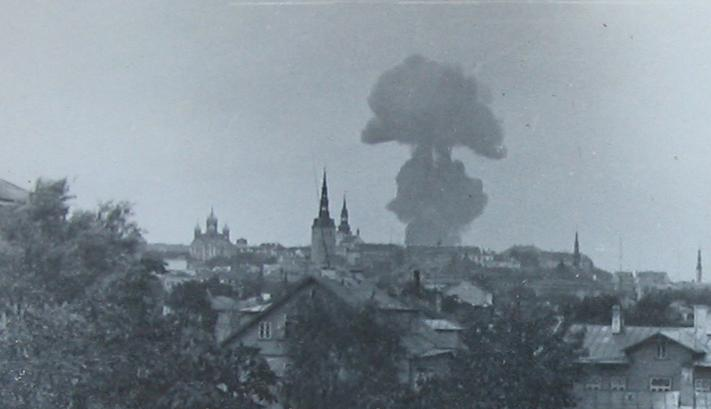
Tallinn 1941

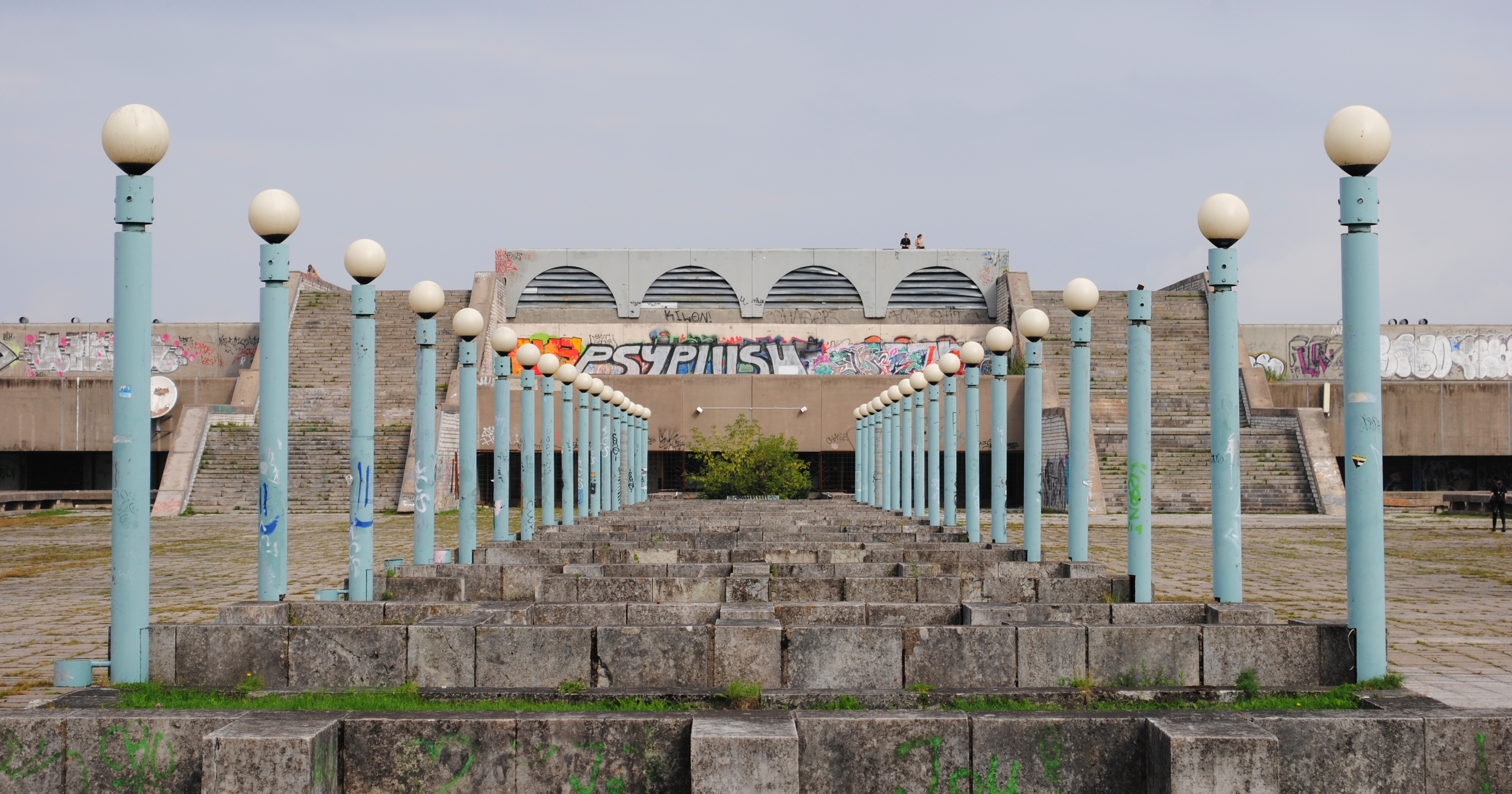
Die Linnahall – eine Hinterlassenschaft aus der Sowjetzeit

Ein geheimes Zusatzprotokoll zum deutsch-sowjetischen Nichtangriffspakt (im August 1939) öffnete den Weg für die Eroberung Estlands durch die Sowjetunion. Die deutschbaltische Bevölkerung wurde vom Tallinner Hafen aus auf Befehl Hitlers in den neu geschaffenen Reichsgau Wartheland umgesiedelt. Nach der sowjetischen Okkupation im Juni 1940 wurde die Estnische Sozialistische Sowjetrepublik ausgerufen, deren Hauptstadt Tallinn blieb. Es begannen die ersten Deportationen der estnischen Bevölkerung – insbesondere der politischen und kulturellen Elite – nach Sibirien und Nordrussland. In den sowjetischen Terrorwellen nach 1940 und dann wieder ab 1944/45 wurde insgesamt jeder fünfzehnte Este ermordet und jeder siebzehnte zumindest für zehn Jahre nach Sibirien verschleppt.
1941 besetzte die deutsche Wehrmacht Tallinn, wodurch die Stadt und das Land von einer Willkürherrschaft in die nächste geriet. Hitler verfolgte das Ziel, Estland dem Deutschen Reich anzugliedern. Die von den Esten erhoffte Wiederherstellung der Unabhängigkeit unterblieb. Dennoch beteiligten sich viele junge Esten am Vormarsch der deutschen Wehrmacht nach Osten und nahmen an Vernichtungsaktionen teil. Die deutsche Besatzungsmacht ließ die jüdische Bevölkerung Tallinns und Estlands nahezu gänzlich ermorden.
Am 9. März 1944 erfolgte ein schwerer sowjetischer Luftangriff. Elf Prozent der Altstadt wurden zerstört und 600 Tote gezählt. Während des Krieges blieb der Charakter der Altstadt trotz der Bombardierungen durch die sowjetische Luftwaffe gegen die in und um Tallinn stationierten deutschen Truppen erhalten. Die Wehrmacht wurde bis Ende 1944 von der Sowjetarmee im Zuge der Baltischen Operation aus Tallinn und Estland zurückgedrängt und die sowjetische Herrschaft wiederhergestellt. In der Stadt bestand das Kriegsgefangenenlager 286 für deutsche Kriegsgefangene des Zweiten Weltkriegs.

### Republik Estland ab 1991

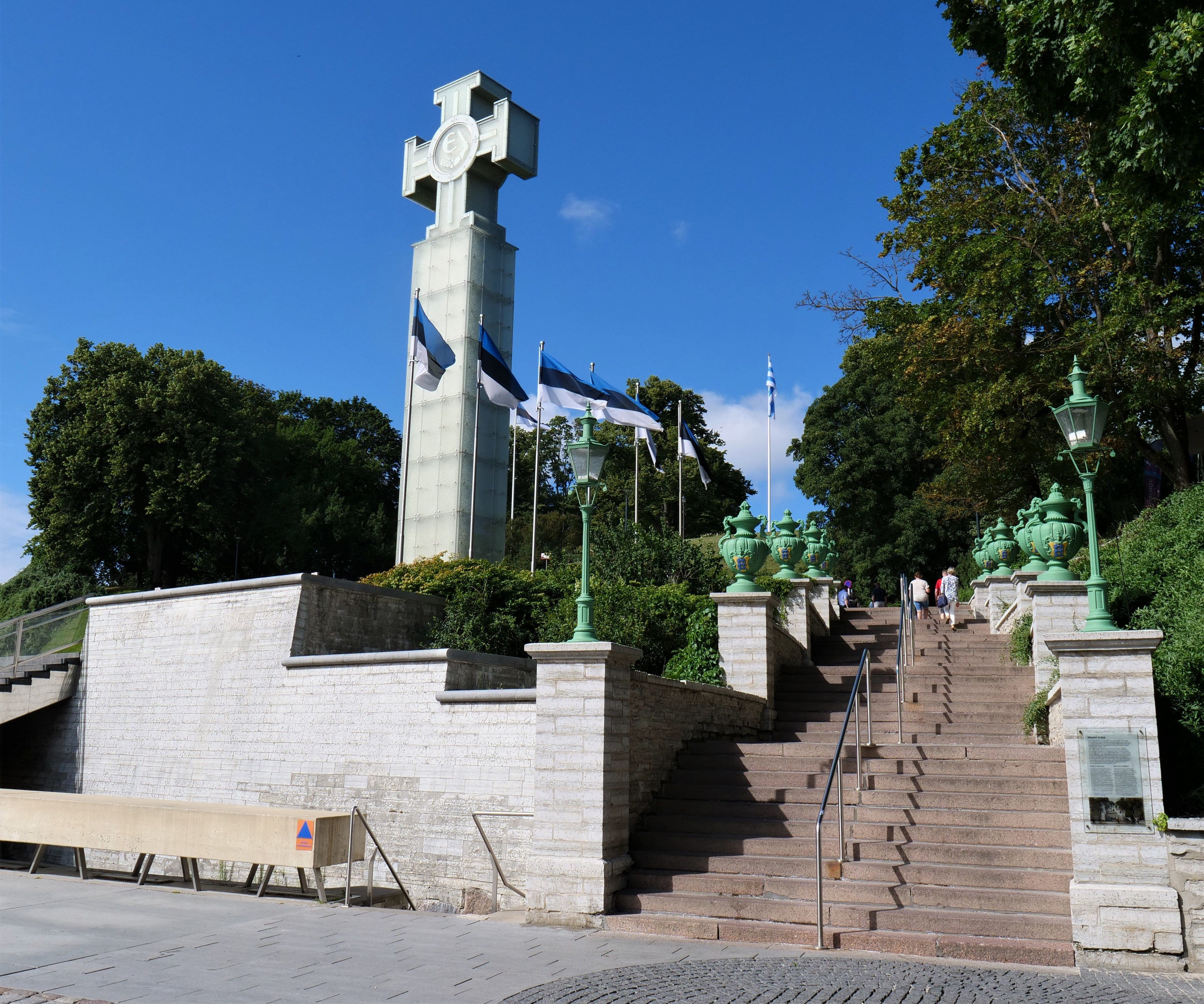
Denkmal für den Unabhängigkeitskrieg

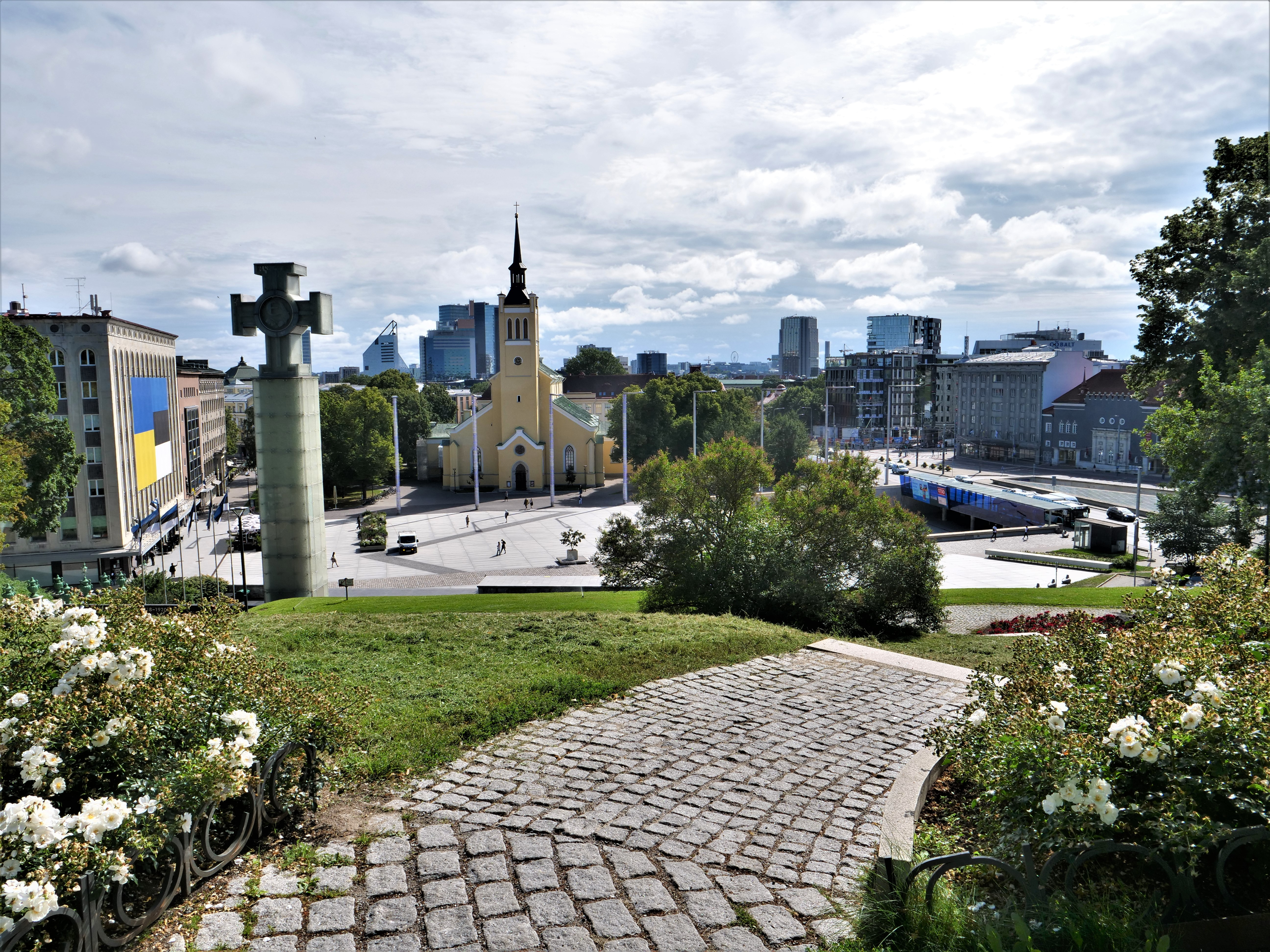
Unabhängigkeitsdenkmal – Blick von oberhalb des Freiheitsplatzes

Nach 51 Jahren wurde Tallinn am 20. August 1991, zur Zeit des Moskauer Putsches, erneut zur Hauptstadt eines unabhängigen Estlands. Infolge des immensen Wirtschaftswachstums und des in manchen Schichten stark gestiegenen Wohlstandes sind rund um Tallinn innerhalb weniger Jahre riesige Neubaugebiete entstanden. So wurden beispielsweise im südlich von Tallinn gelegenen Gebiet Peetri auf einem ehemaligen Moor Ein- und Mehrfamilienhäuser gebaut. Vor allem junge Familien, die in den letzten Jahren von der wirtschaftlichen Entwicklung profitiert haben, lassen sich hier nieder. Es entsteht ein starker Kontrast zu den großen Siedlungen im sozialistischen Stil. Die Preise für Appartements in den Neubaugebieten sind teilweise bereits auf westlichem Niveau.
Ende April 2007 kam es in Tallinn durch Krawalle und Plünderungen hauptsächlich russischstämmiger Jugendlicher zu den stärksten Unruhen seit dem Zerfall der Sowjetunion. Grund dafür war die von estnischen Behörden nach längerer vorheriger Ankündigung am 27. April 2007 veranlasste Umsetzung des Bronze-Soldaten von Tallinn von seinem ursprünglichen Standort im Stadtzentrum auf einen Militärfriedhof. Die Esten verbinden dieses Denkmal eher mit der sowjetischen Besatzungszeit als mit der Befreiung von der deutschen Besetzung im Zweiten Weltkrieg, der das Denkmal gewidmet ist (und die es für Russen und die russische Minderheit in Estland symbolisiert). Infolge des Denkmalstreits kam es zu einer schweren Krise in den Beziehungen zwischen Estland und Russland, das sich vehement gegen die Umsetzung der Statue wandte.

## Historische Stadttopographie

### Domberg und Unterstadt

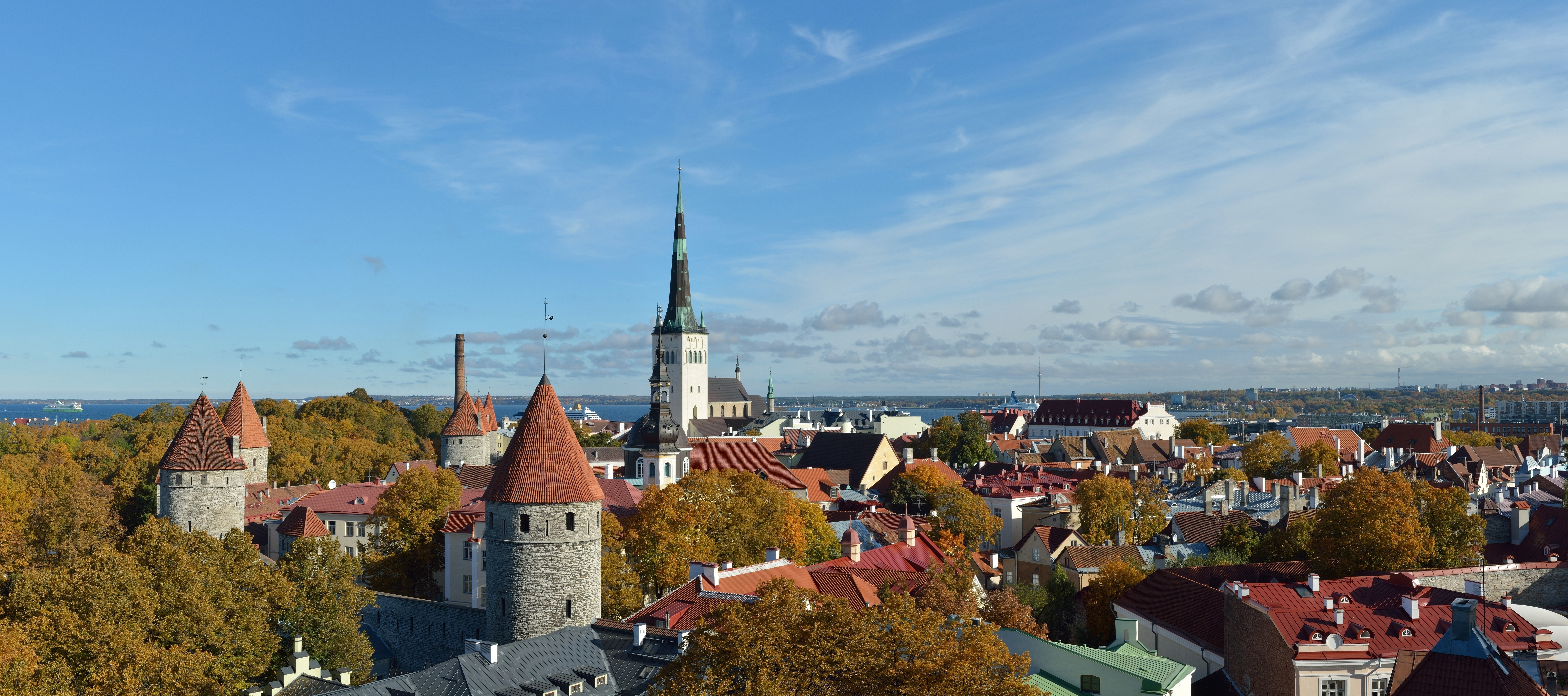
Blick vom Domberg auf die Unterstadt

Der Domberg und die Unterstadt waren bis 1877 sowohl hinsichtlich Verwaltung wie auch Rechtsprechung zwei autonome Städte.
Der Domberg, auf dem der Bischof, der Vertreter des Landesherrn, der des Deutschen Ordens und die Vertretung der Ritterschaft saßen, ist bis heute Zentrum der Staatsgewalt. Hier haben das Parlament der Republik Estland (Riigikogu) und die Regierung ihren Sitz. Der Domberg erhebt sich 48 m über der Unterstadt.
Die Unterstadt ist, geschichtlich gesehen, die eigentliche Stadt Reval. Hier lebte der Großteil der Stadtbevölkerung, Handwerker und Kaufleute. Die Stadt war dem Landesherrn gegenüber unabhängig. Es waren lediglich geringe jährliche Zahlungen an Zins und Pacht an den Orden zu leisten; und sie musste dem Landesherrn im Falle seines feierlichen Einzuges in die Stadt huldigen. In Rechtsfragen wandte sich die Stadt an Lübeck.

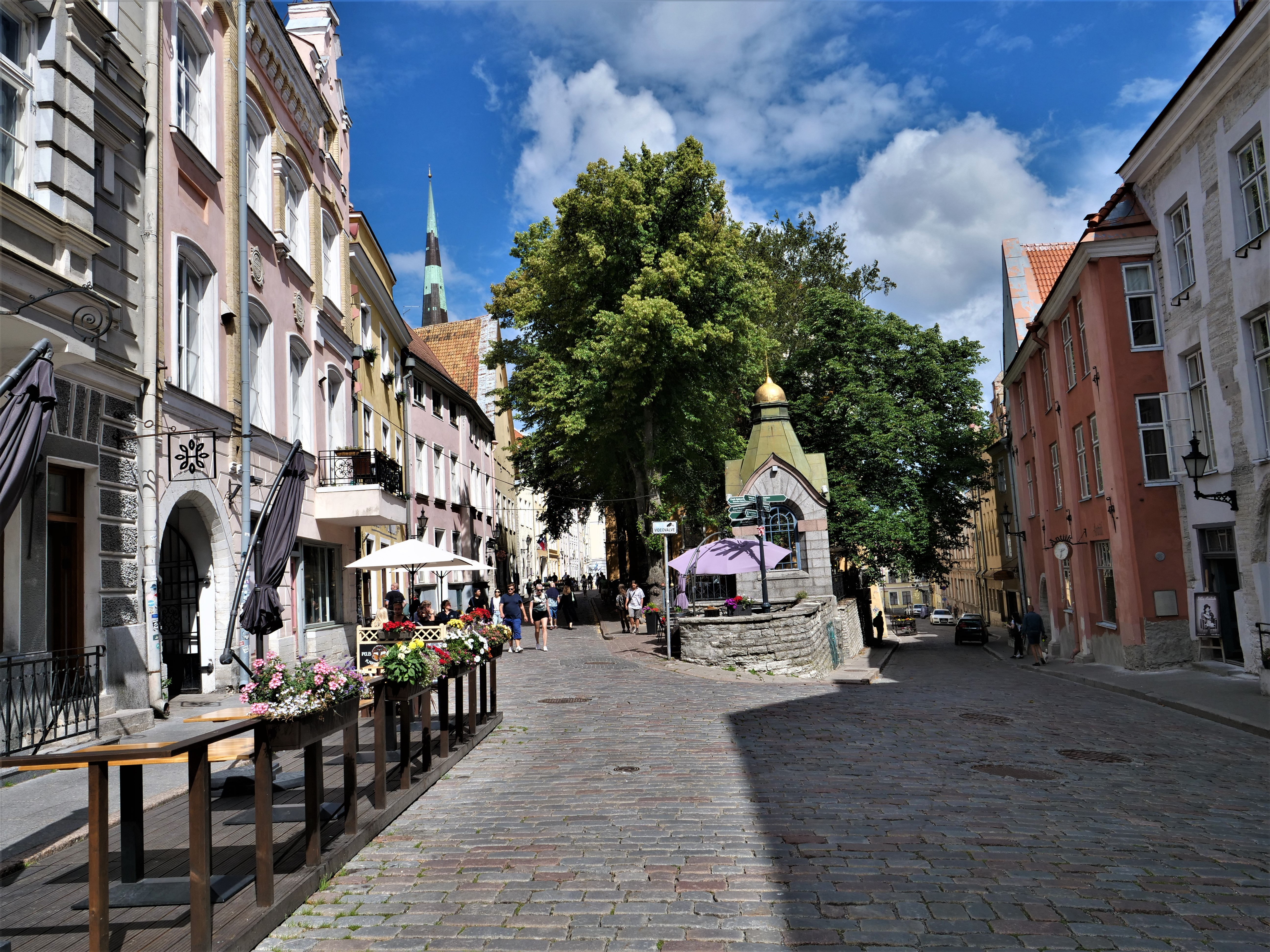
Altstadt-Weggabelung
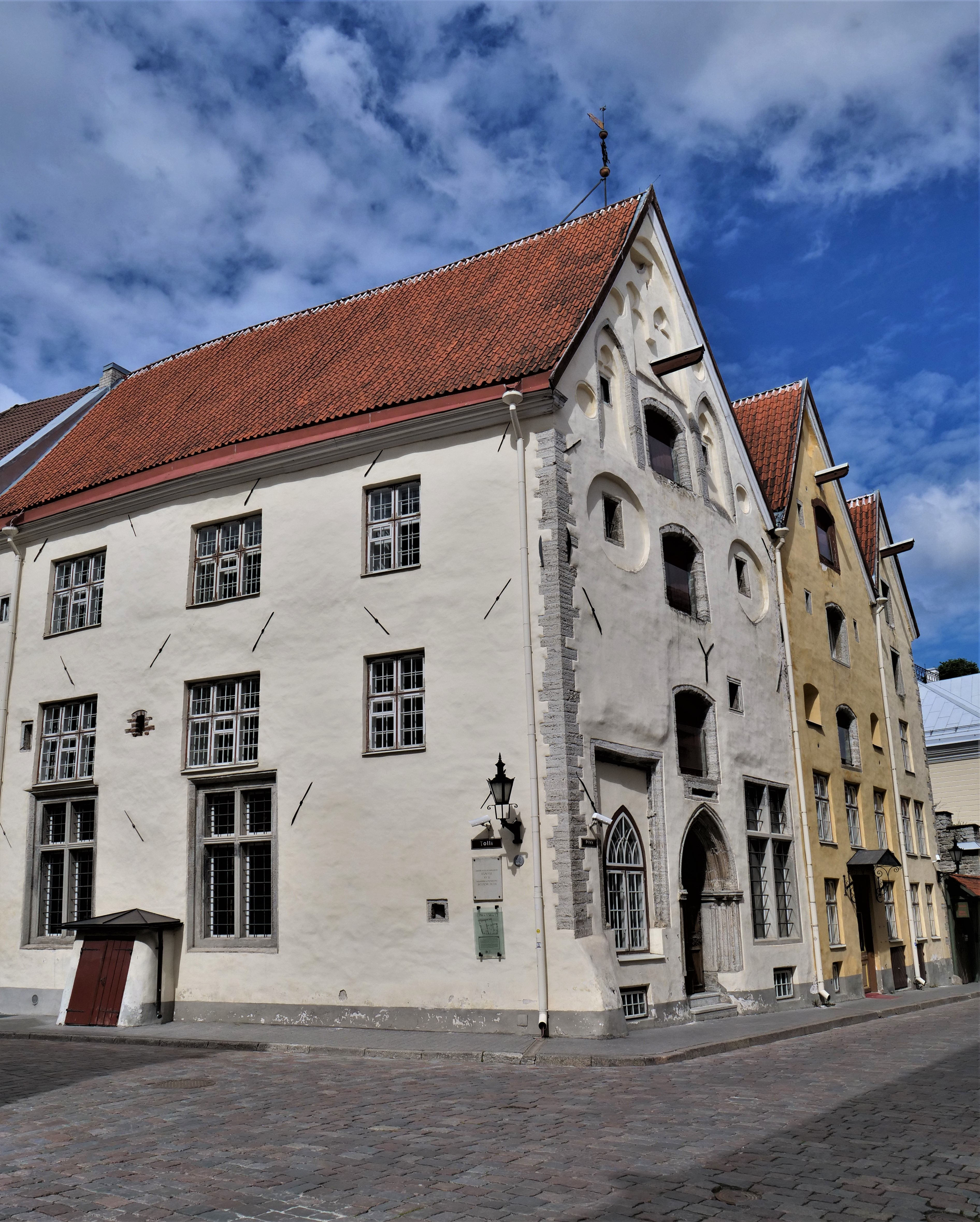
„Drei Schwestern“-Gebäudekomplex
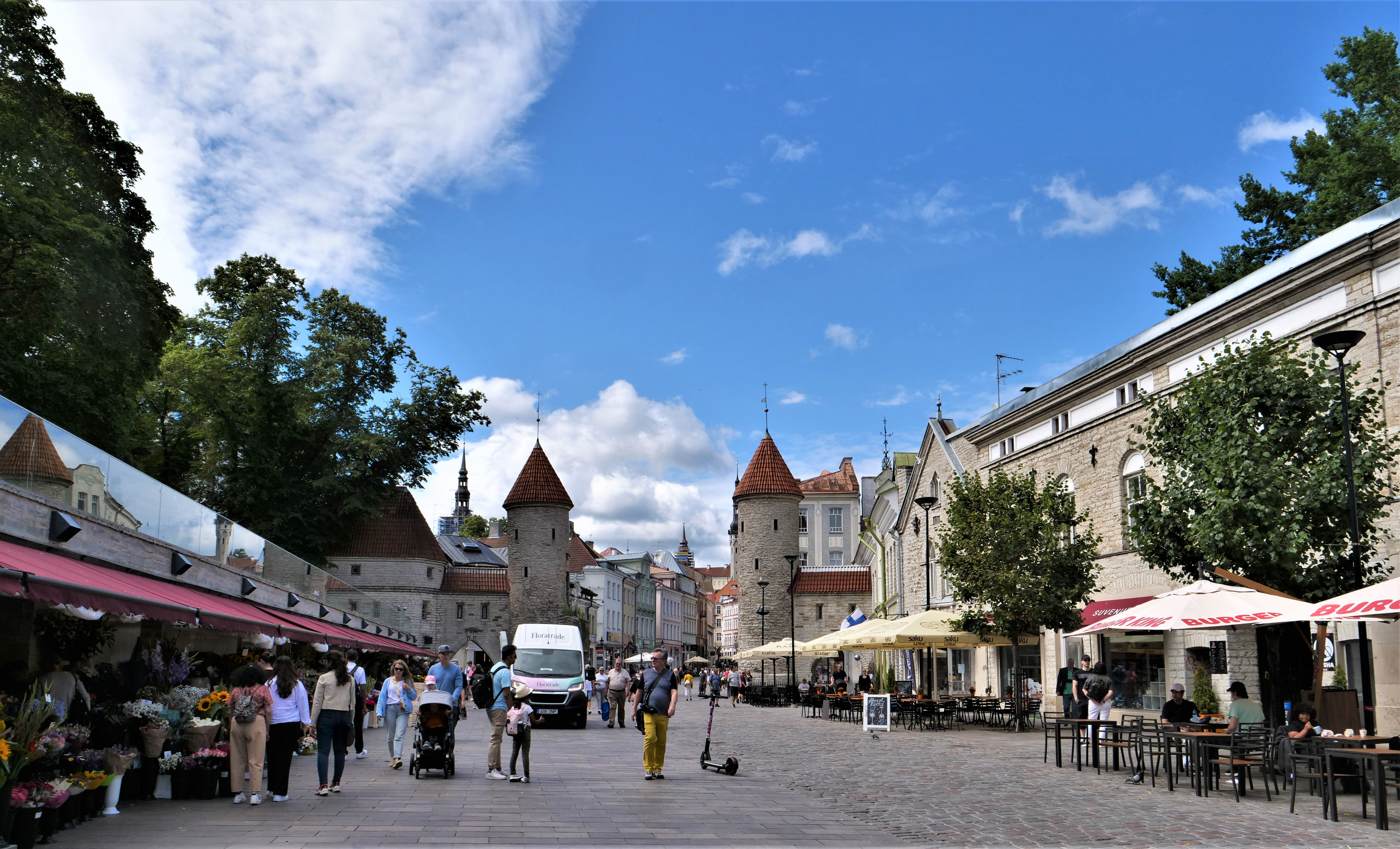
Markt am Viru-Tor
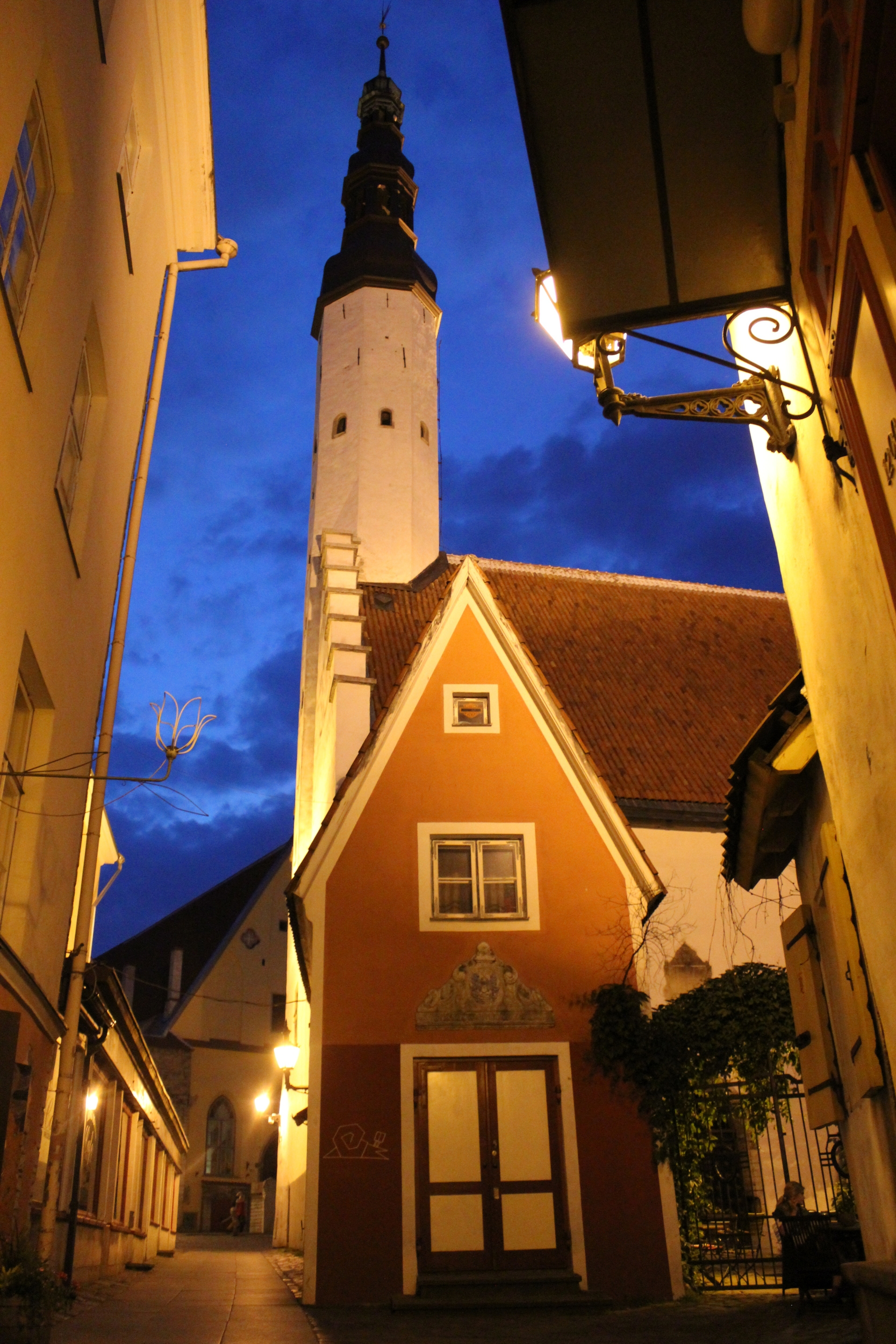
Heiliggeistkirche

### Bischof
Der Bischof war allein geistlicher Hirte und kein Landesherr. Sein Besitz bestand aus Tafelgütern in der Diözese. Mit dem Verlust seines Episkopalrechts an die Stadt Reval durch das lübische Stadtrecht war er dieser gegenüber seiner geistlichen Machtstellung beraubt. Der Bischof von Reval war während der Ordenszeit Suffragan des Erzbischofs von Lund, der in dieser Zeit jedoch keinen Einfluss auf die Bischofswahl hatte. Das Domkapitel war mit vier Domherren ausgesprochen klein, und als Einkünfte standen ihm lediglich fromme Stiftungen und einige Dörfer in der Revaler Umgebung zur Verfügung. Auf dem Domberg befand sich neben dem Dom, der Vertretung des Deutschen Ordens und dem Sitz der v. a. harrisch-wierischen Ritterschaft nur noch eine kleine Bevölkerung von Handwerkern und Dienern.

### Einwohnerschaft
Die Unterstadt nahm für ihre verhältnismäßig kleine Fläche (an ihrer längsten Nord-Süd-Achse maß die Stadt etwa 1 Kilometer, in der Breite weniger als 700 Meter) eine recht große Anzahl an Menschen auf. Es sind aus der Ordenszeit keine Einwohnerzahlen für die ganze Stadt vorhanden, aber für die Unterstadt existiert eine Schossliste von 1538, die rund 800 Personen umfasst, was im Vergleich zu späteren Einwohnerlisten und nach vorsichtiger Schätzung wohl eine Bevölkerungszahl von etwa 5000 Einwohnern annehmen lässt. Für die Domstadt steht das „Wackenbuch“ von 1575 zur Verfügung, mit dessen Hilfe sich etwa 1000 Personen (zusammen mit Dom, Ordensschloss und anwesenden Vasallen) vermuten lassen. Die Vorstädte werden nach ihrer Größe in der ersten Hälfte des 16. Jahrhunderts auf etwa 700 Bewohner geschätzt, was für die gesamte Stadt Reval zu dieser Zeit eine Bevölkerungszahl von etwa 6.700 Einwohnern ergibt.
Frühere Schätzungen dürften noch ungenauer sein. Eine Schossliste von 1372 führt rund 650 Schosspflichtige auf. Wenn man sich die Vereinfachung erlaubt und die spätere Bevölkerungsschätzung für dieses Jahr anteilig herunterrechnet, dann ergäbe dies zusammen mit der Domstadt eine Bevölkerung von vielleicht knapp 5.000 Einwohnern (die Vorstädte existierten zu dieser Zeit noch nicht). Damit gehörte Reval zu den mittelgroßen europäischen Städten, weitab von Großstädten mit etwa 40.000 Einwohnern wie Köln, Wien und Prag oder mit 20.000 Einwohnern wie Lübeck, Nürnberg, Bremen oder Danzig. In seiner Bevölkerungszahl vergleichbar war Reval eher mit Städten wie Göttingen, Hildesheim oder Stockholm, wobei die Zahlen durch Konjunktur, Kriege und Seuchen stark schwanken konnten.
Die meisten Revaler Bürger waren deutsch und kamen, sofern sie nicht in Reval geboren wurden, aus dem Reich. Während des ganzen Mittelalters bildete Lübeck die Durchgangsstation und gelegentlich die Heimatstadt für kommende Revaler Neubürger. Die Fernhandel treibenden Kaufleute bildeten, über die Hansestädte verteilt, ein dichtes soziales Netz, häufig durch Verwandtschaft, sodass es nicht verwunderlich ist, wenn sich eine Familie gleichzeitig auf Reval, Lübeck und anderen Hansestädte verteilte. Eine Untersuchung der in Revaler Bürgernamen des 14. Jahrhunderts vorkommenden Ortsbezeichnungen ergab, dass sich etwa die Hälfte aller Ortsnamen im rheinisch-westfälischen Raum wiederfinden lassen, die andere Hälfte setzt sich hauptsächlich aus dem gesamten norddeutschen Raum zusammen.

### Soziale Zusammensetzung der Bevölkerung
Das soziale Leben der Stadt wurde neben der Verwandtschaft oder der Nachbarschaft zu einem wesentlichen Teil durch die Berufsgruppen, die Zünfte und die drei Gilden, die Kinder- oder Große Gilde, die Kanutigilde und die Olaigilde, bestimmt, wobei mit der Geselligkeit innerhalb dieser Genossenschaften eine halb berufliche, halb private Sphäre geschaffen wurde. Die Gilden waren als kirchliche Korporationen gegründet, vereinigten aber bald die angesehenen Berufe und Zünfte und hatten wichtige soziale Funktionen. In ihnen wurden Beerdigungen und Hochzeiten ihrer Mitglieder gemeinsam begangen, man veranstaltete gesellige Mahlzeiten und Tanzfeste, legte Regeln für gutes Benehmen fest (bei Verstoß gingen genau angegebene Geldstrafen in die Gildenkasse) und half sich gegenseitig in Unglücksfällen. Die Gilden unterhielten eigene Altäre und sogenannte Tafelgilden zur Speisung der Armen. Die für die Gilden bestehenden Gildehäuser sind in der Revaler Altstadt erhalten, so das Haus der Großen Gilde.
Ein strenges soziales Unterscheidungsmerkmal bildete die Nationalität (Abstammung bzw. Herkunftsland). Die Stadt setzte sich im Wesentlichen aus drei Nationalitäten zusammen, aus Deutschen, Schweden und Esten (die sog. Undeutschen); die Schossliste von 1538 ergibt folgendes Bild: Etwa ein Fünftel der schosspflichtigen Bevölkerung scheint schwedisch gewesen zu sein, jeweils zwei Fünftel deutsch und estnisch. Von ihrer sozialen Rangordnung her dürfte die gesamte Oberschicht und mehr als die Hälfte der Mittelschicht aus Deutschen bestanden haben. Der Rest der Mittelschicht setzt sich zu etwa einem Viertel aus Schweden und einem Fünftel aus Esten zusammen. Die Unterschicht bestand zu drei Vierteln aus Esten und, von vereinzelten Deutschen abgesehen, aus Schweden. Die sozialen Schichtungen richteten sich in diesem Fall nach der Schosszahlung und der Wohnsituation.
Nur sehr vorsichtig lässt sich die nationale Zusammensetzung auf dem Domberg beurteilen, da die Hauptquelle, das Wackenbuch von 1575, aus der Zeit der schwedischen Herrschaft stammt. Mit dem Wechsel des Landesherrn wird ein Wechsel in der Zusammensetzung der Bevölkerung der Domstadt, des Sitzes des Landesherrn, einhergegangen sein, zumal bei den im Wackenbuch aufgeführten vielen schwedischen Namen nicht auszuschließen ist, dass die schwedischen Schreiber deutsche Namen schlicht in schwedischer Form niederschrieben. Für die Ordenszeit kann dennoch angenommen werden, dass sich die Oberschicht nahezu komplett aus Deutschen, die Unterschicht größtenteils aus Esten zusammensetzte.

### Kirchspiele

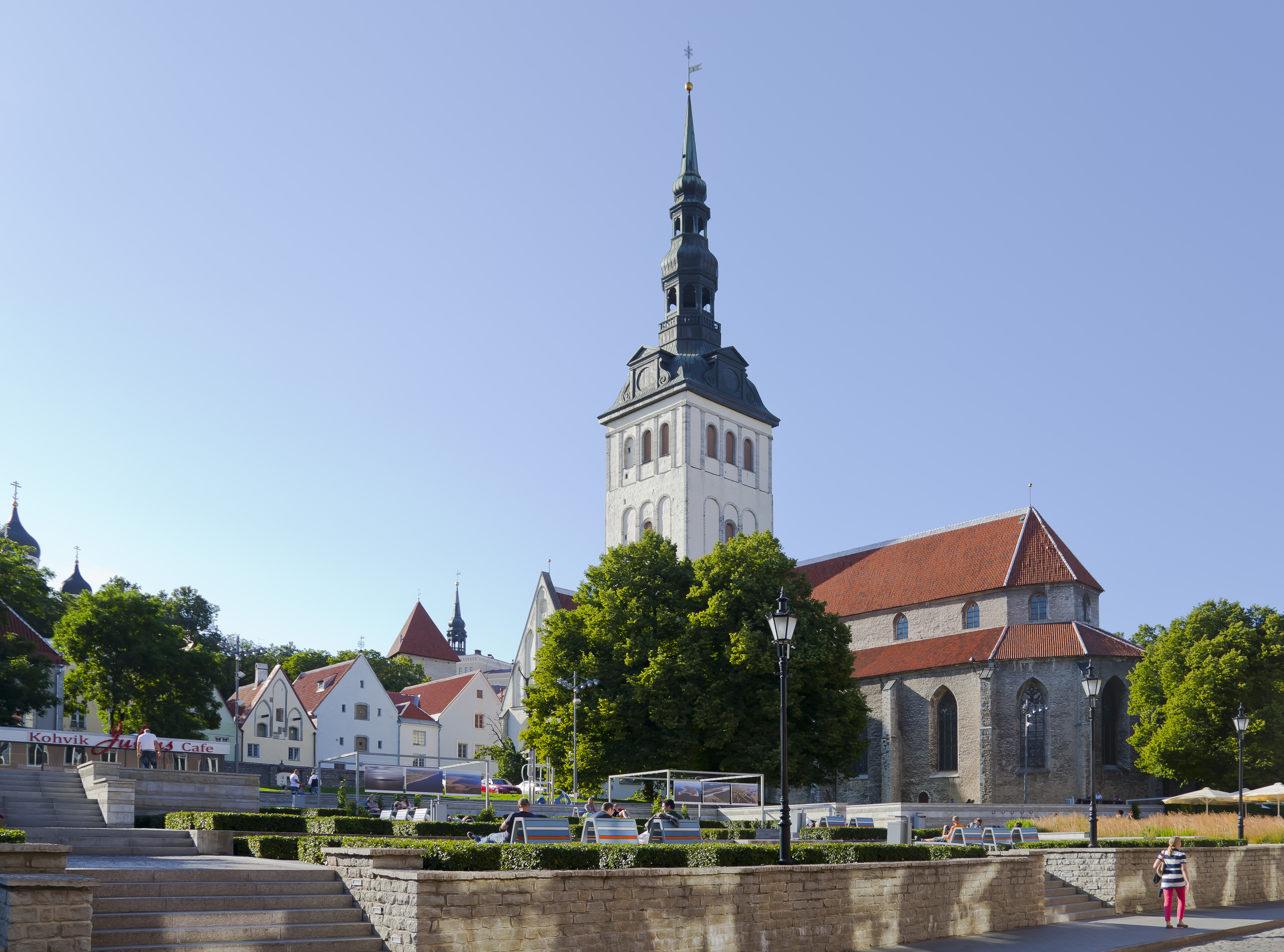
Nikolaikirche (estn. Niguliste kirik)

Die beiden Kirchspiele der Unterstadt entsprechen zwei verschiedenen städtischen Keimzellen. Zum einen ist der südliche Stadtteil durch den Alten Markt und die von ihm sternförmig ausgehenden Straßen charakterisiert. Hier bestand auf der Höhe des Verbindungsweges zum Domberg vermutlich bereits ein estnischer Handelsplatz, der in seiner Infrastruktur von den 200 gerufenen deutschen Kaufleuten übernommen wurde. Die für diesen Stadtteil zuständige Pfarrkirche, St. Nikolai, wird 1316 erstmals urkundlich erwähnt, geht aber wahrscheinlich auf die zweite Hälfte des 13. Jahrhunderts zurück und ist mit Sicherheit eine Gründung der deutschen Kaufleute. Wie in vielen anderen Hansestädten ist sie dem Heiligen Nikolaus, dem Patron der Seefahrer, gewidmet.

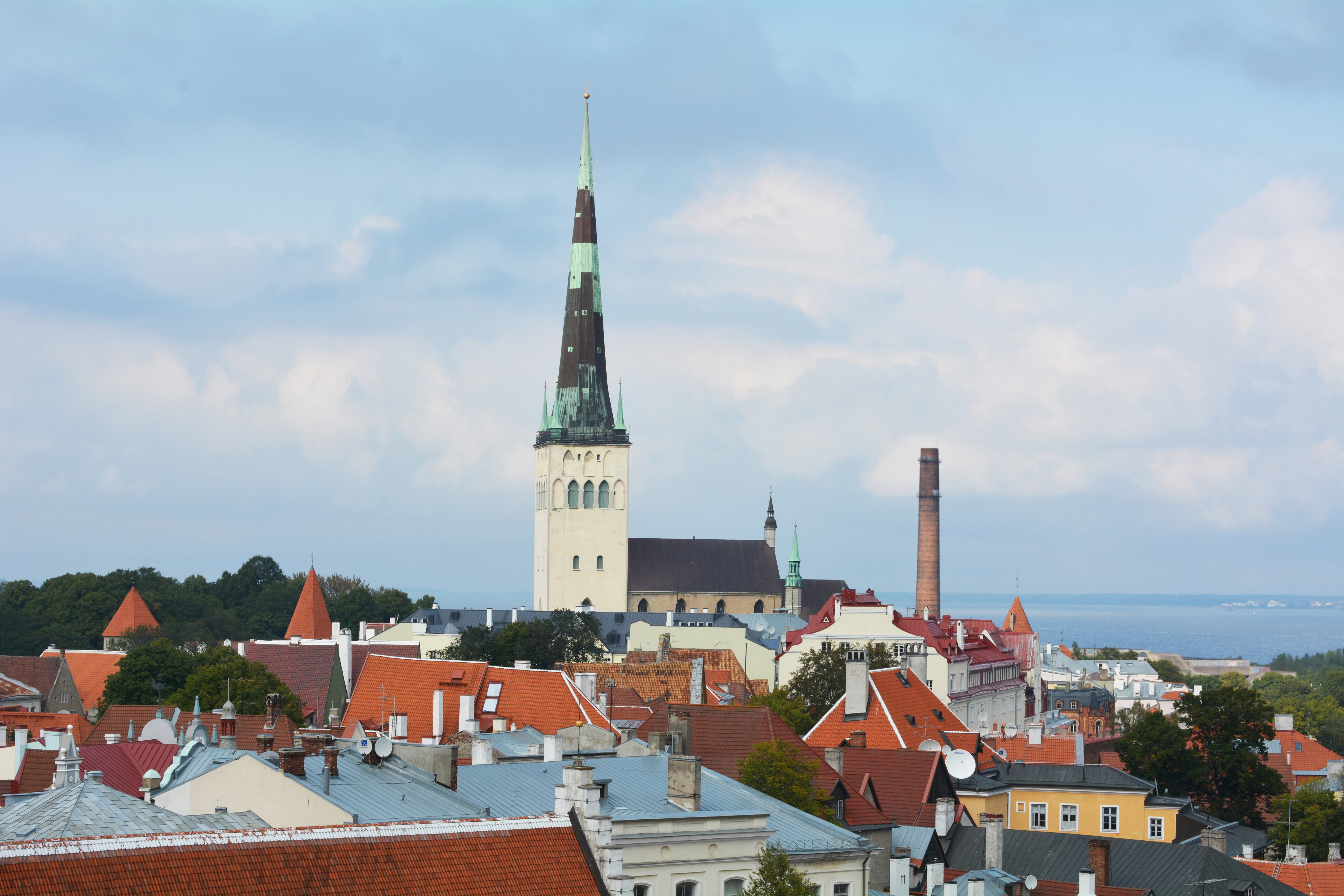
Olaikirche (estn. Oleviste kirik)

Zum anderen ist der lang gezogene nördliche Stadtteil durch die Langstraße bestimmt, die Hauptverbindungsstraße zwischen Hafen und Domberg, an der sich vor allem schwedische und russische Kaufleute niederließen. Die dortige, weit im Norden der Stadt befindliche Pfarrkirche ist die Olaikirche, erstmals erwähnt 1267, als die dänische Königin Margrete I. ihr Parochialrecht über die Kirche dem Revaler Zisterzienserinnenkloster zu St. Michael überlässt. Wie weit der Ursprung dieser Kirche in die Vergangenheit zurückreicht, ist unbekannt, es kann aber angenommen werden, dass sie entweder eine Gründung des dänischen Königs oder schwedischer Kaufleute ist, die wahrscheinlich schon vor der Stadtgründung hier einen Handelsplatz besaßen. Benannt ist sie nach dem heiliggesprochenen norwegischen König Olav. Nach dem großen Stadtbrand 1433, der das Mönchskloster St. Olai, die Münze und einen Teil des Marktplatzes verwüstete, ging die Kirche in den Besitz der Stadt über. Dass der nördliche Stadtteil eine ursprünglich von Fremden besiedelte Gemeinde war, zeigt die russische Kirche, die unweit von St. Olai stand. Beide Stadtteile wurden 1265 auf Befehl der dänischen Königin Margrete I. zusammengefügt und mit einer Stadtmauer umgeben.

### Klöster und Kapellen
Innerhalb der Stadtmauer befinden sich zwei Klöster: eines der Dominikaner und eines der Zisterzienserinnen. Das Dominikanerkloster zu St. Katharina entstand wahrscheinlich zuerst 1229 auf dem Domberg, wurde aber 1246 in der Stadt neu begründet und unterhielt enge Verbindungen zu den skandinavischen Dominikanern. Es erfreute sich zeit seines Bestehens bei den Bürgern großer Beliebtheit, was sich in starkem materiellem Wachstum durch Schenkungen und Stiftungen äußerte. Die Dominikaner kamen durch ihre Predigertätigkeit immer wieder in Konflikt mit dem Bischof und zur Zeit der Reformation in schwere Auseinandersetzungen mit der Stadt, die 1523 mit der Ausweisung der Mönche aus der Stadt endeten.
Das Zisterzienserinnenkloster wurde wahrscheinlich 1249 vom dänischen König gegründet. Die Kirche war St. Michael geweiht und gehörte zusammen mit der Klosteranlage erst mit einer Erweiterung der Stadtmauer zur inneren Stadtstruktur. Das Kloster war vom dänischen Königshaus sehr reich mit Privilegien ausgestattet, erwarb schon früh große Liegenschaften und nahm größtenteils unverheiratete Töchter des Adels auf, wodurch sich seine relativ schlechten Beziehungen zur bürgerlichen Stadtbevölkerung erklären. Nach der Reformation wurde es in eine weibliche Erziehungsanstalt umgewandelt.
Neben den ansässigen Klöstern hatten einige auswärtige Klöster Höfe in Reval. Der Hof der Zisterziensermönche von Dünamünde (später von Padis) wird zwar erst 1280 erwähnt, existierte aber wohl schon seit der ersten Dänenherrschaft. Direkt daneben lag der Hof der gotländischen Zisterzienser aus Roma, und diesem gegenüber lag der Hof der Zisterzienser aus Falkenau bei Dorpat auf einem Grundstück, das ihnen 1259 geschenkt wurde.

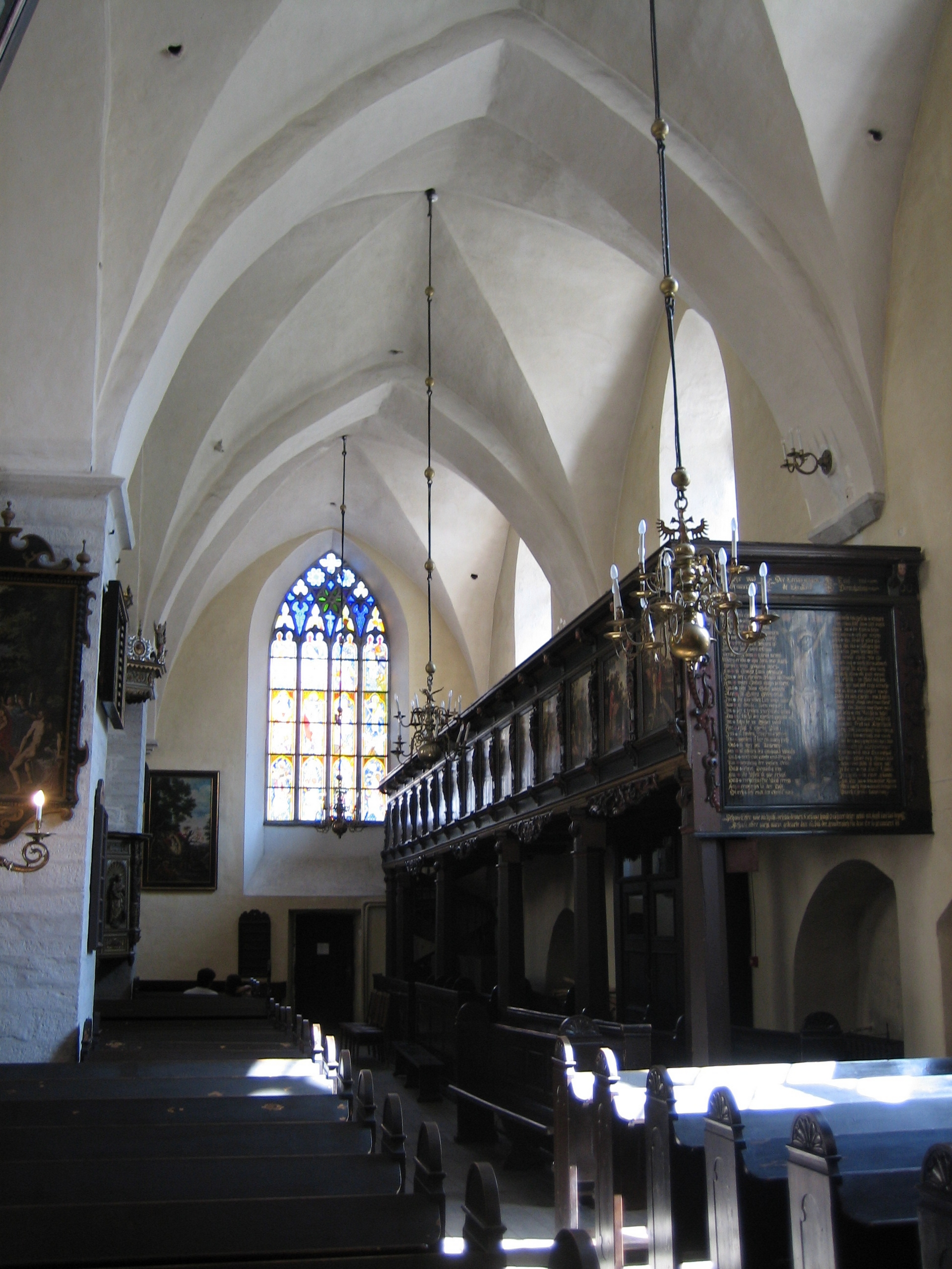
Innenraum der Heilig-Geist-Kirche (estn. Pühavaimu kirik)

1316 wird erstmals die zu St. Olai gehörige Heilig-Geist-Kapelle erwähnt, die schon früh den Rang einer fast eigenständigen Kirche hatte und vor allem von den städtischen Undeutschen besucht wurde. Zu ihr gehörte das nach römischem Muster erbaute Heilig-Geist-Spital für Alte und Kranke. Weit älter war das Johannisspital, das 1237 erstmals erwähnt wurde. Es wurde als Leprosorium errichtet und nach dem Verschwinden des Aussatzes als Siechenhaus weitergeführt.
Außerhalb der Stadtmauer, vor der Schmiedepforte, befand sich die mit einem Kirchhof versehene Barbarakapelle, die zu St. Nikolai gehörte und deren Errichtung auf die erste Hälfte des 14. Jahrhunderts geschätzt wird. Die Kapelle existiert heute nicht mehr, vermutlich wurde sie bereits 1570/71 bei der russischen Belagerung zerstört. Ebenfalls außerhalb, in der Nähe des Hafens, vor der großen Strandpforte, befand sich die für Schiffer und Reisende erbaute Gertrudenkapelle. Ihr Bau wurde 1438 gestattet, 1570 jedoch wurde sie bei einem Brand zerstört. Auf dem Tönnisberg (Antoniusberg) stand die Antoniuskapelle, deren ursprünglicher Zweck nicht mehr rekonstruierbar ist.
Der 1407 begonnene Bau des Augustinerklosters St. Brigitten zu Marienthal war spätestens zu seiner Weihe 1436 beendet. Dem Kloster wurde bereits 1411 die Augustinerregel gegeben und 1412 das Tochterkloster Marienwohlde bei Lübeck gegründet. Gründer waren drei Revaler Kaufleute, die später in den Konvent eintraten. Das Kloster befand sich in der Nähe der Küste, vier Kilometer nordöstlich der Stadt an der Grenze zur Stadtmark, und wurde 1435 das erste Mal in einem Revaler Testament bedacht. Es diente der Aufnahme von Personen beiderlei Geschlechts, jedoch überwogen die Frauen, vorwiegend Bürgertöchter, die meist die Äbtissin stellten. Das Kloster wurde während zweier russischer Belagerungen, 1575 und 1577, zerstört.

## Bevölkerung

### Bevölkerungsentwicklung
| Jahr    | Einwohner  | Zeitleiste Bevölkerungsentwicklung seit 1710 |
| ------- | ---------- | -------------------------------------------- |
| 16. Jh. | 6–7.000    |                                              |
| 1710    | ca. 2.000  |                                              |
| 1870    | ca. 31.000 |                                              |
| 1934    | 137.792    |                                              |
| 1945    | 127.000    |                                              |
| 1959    | 281.714    |                                              |
| 1970    | 369.583    |                                              |
| 1979    | 441.800    |                                              |
| 1989    | 499.421    |                                              |
| 2003    | 386.000    |                                              |
| 2005    | 401.694    |                                              |
| 2007    | 396.200    |                                              |
| 2012    | 416.434    |                                              |
| 2017    | 426.538    |                                              |
| 2022    | 437.811    |                                              |

Laut Volkszählung 2011 ergibt sich bezogen auf die verschiedenen Stadtteile ein höchst unterschiedliches Bild hinsichtlich der Bevölkerungsgruppen nach Muttersprache. Ein Großteil der russischsprechenden Bevölkerung (v. a. Russen, Ukrainer, Belarussen, Tataren) leben in den während der Sowjetzeit groß ausgebauten Wohnblockvierteln am Stadtrand, wie Lasnamäe, Väike-Õismäe und Astangu (Bezirk Haabersti) sowie Kopli, Pelguranna und Karjamaa (Bezirk Põhja-Tallinn).
Die Innenstadt (Bezirk Kesklinn), die von Einzelhausverbauung und kleineren Wohnanlagen geprägten Stadtviertel Kristiine und Nõmme sowie der im Nordosten gelegene Stadtteil Pirita, sind hingegen weit überwiegend von Bevölkerung mit estnischer Muttersprache bewohnt. Der Bezirk Mustamäe mit seinen v. a. während der Sowjetzeit errichteten großen Wohnbausiedlungen ist ebenso gemischtsprachig wie Teile der Bezirke Põhja-Tallinn und Haabersti im Norden bzw. Nordwesten der Stadt.
Einen Überblick über die Aufteilung der Bevölkerung nach Muttersprache laut Volkszählung 2011 gibt die folgende Tabelle:
| Stadtbezirk   | Einwohner | Muttersprache | Muttersprache | Muttersprache | Muttersprache | Muttersprache | Muttersprache | Muttersprache | Muttersprache |
| Stadtbezirk   | Einwohner | Estnisch      | Estnisch      | Russisch      | Russisch      | Andere        | Andere        | Unbekannt     | Unbekannt     |
| Stadtbezirk   | Einwohner | Ew.           | %             | Ew.           | %             | Ew.           | %             | Ew.           | %             |
| ------------- | --------- | ------------- | ------------- | ------------- | ------------- | ------------- | ------------- | ------------- | ------------- |
| Haabersti     | 41.694    | 20.919        | 50,2 %        | 19.722        | 47,3 %        | 1.020         | 2,4 %         | 33            | 0,1 %         |
| Kesklinn      | 46.494    | 34.293        | 73,8 %        | 10.506        | 22,6 %        | 1.548         | 3,3 %         | 147           | 0,3 %         |
| Kristiine     | 29.228    | 20.862        | 71,4 %        | 7.740         | 26,5 %        | 594           | 2,0 %         | 33            | 0,3 %         |
| Lasnamäe      | 108.042   | 27.876        | 25,8 %        | 76.518        | 70,8 %        | 3.474         | 3,2 %         | 174           | 0,2 %         |
| Mustamäe      | 62.255    | 36.444        | 58,5 %        | 24.333        | 39,1 %        | 1.314         | 2,1 %         | 165           | 0,3 %         |
| Nõmme         | 35.463    | 30.261        | 85,3 %        | 4.650         | 13,1 %        | 522           | 1,5 %         | 30            | 0,1 %         |
| Pirita        | 16.165    | 12.417        | 76,8 %        | 3.378         | 20,9 %        | 336           | 2,1 %         | 33            | 0,2 %         |
| Põhja-Tallinn | 53.881    | 25.638        | 47,6 %        | 26.703        | 49,6 %        | 1.434         | 2,7 %         | 105           | 0,2 %         |
| Stadt Tallinn | 393.222   | 208.711       | 53,1 %        | 173.551       | 44,1 %        | 10.241        | 2,6 %         | 719           | 0,2 %         |

### Religion
Tallinn ist Sitz des Konsistoriums und des Erzbischofs der Estnischen Evangelisch-Lutherischen Kirche. Das römisch-katholische Bistum Tallinn hat seinen Sitz an St. Peter und Paul. Tallinn ist ebenfalls der Sitz des Metropoliten der Estnischen Apostolischen Orthodoxen Kirche, die zum Ökumenischen Patriarchat von Konstantinopel gehört, und des Metropoliten der Estnischen Orthodoxen Kirche des Moskauer Patriarchats.
Der Großteil der Esten ist heute konfessionslos. Die estnisch- und russischsprachigen Anhänger der beiden Orthodoxen Kirchen bildeten im Jahr 2000 mit einem Anteil von 18,3 % die größte Konfession unter den Einwohnern Tallinns. Die Lutheraner folgten mit 11,4 %.
Im Jahr 2015 verlieh die Gemeinschaft Evangelischer Kirchen in Europa Tallinn den Ehrentitel „Reformationsstadt Europas“.

## Politik und Verwaltung

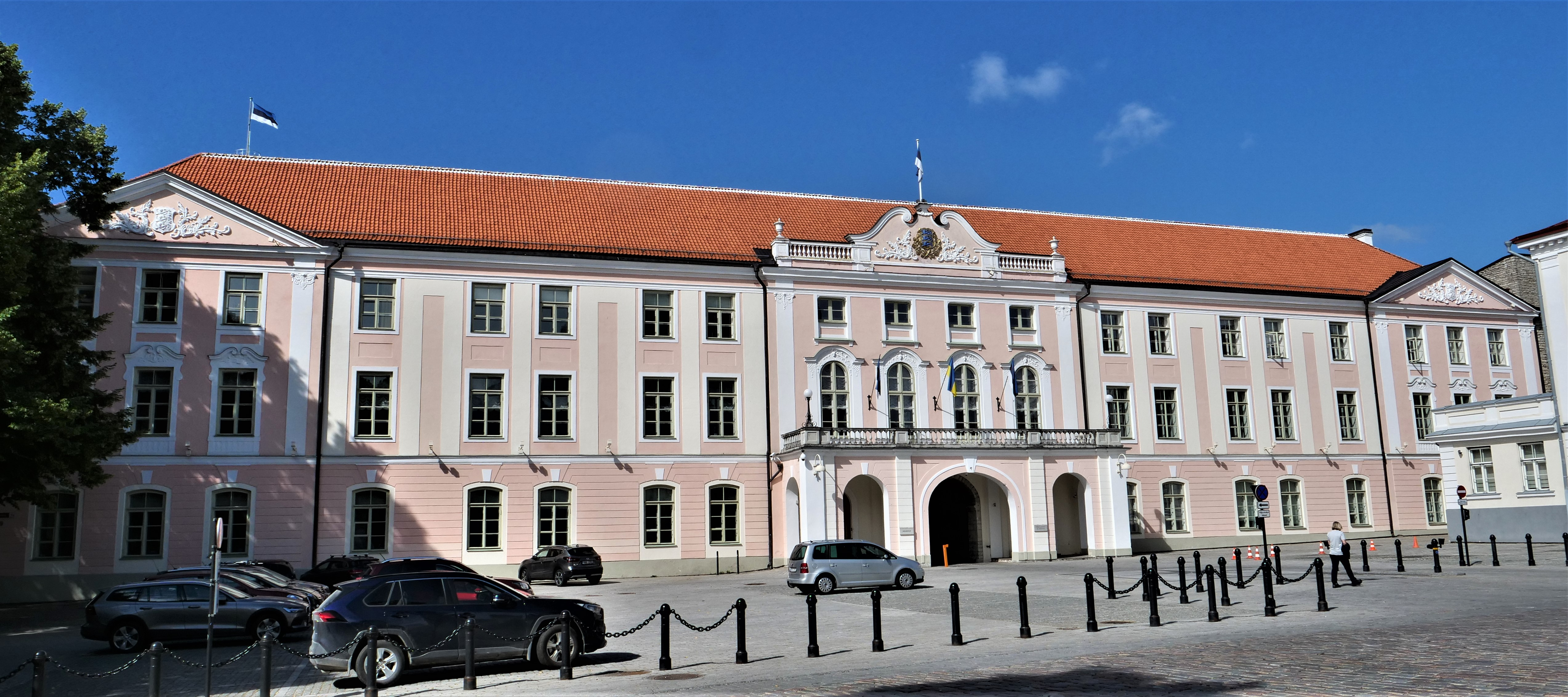
Sitz des estnischen Parlamentes auf dem Domberg

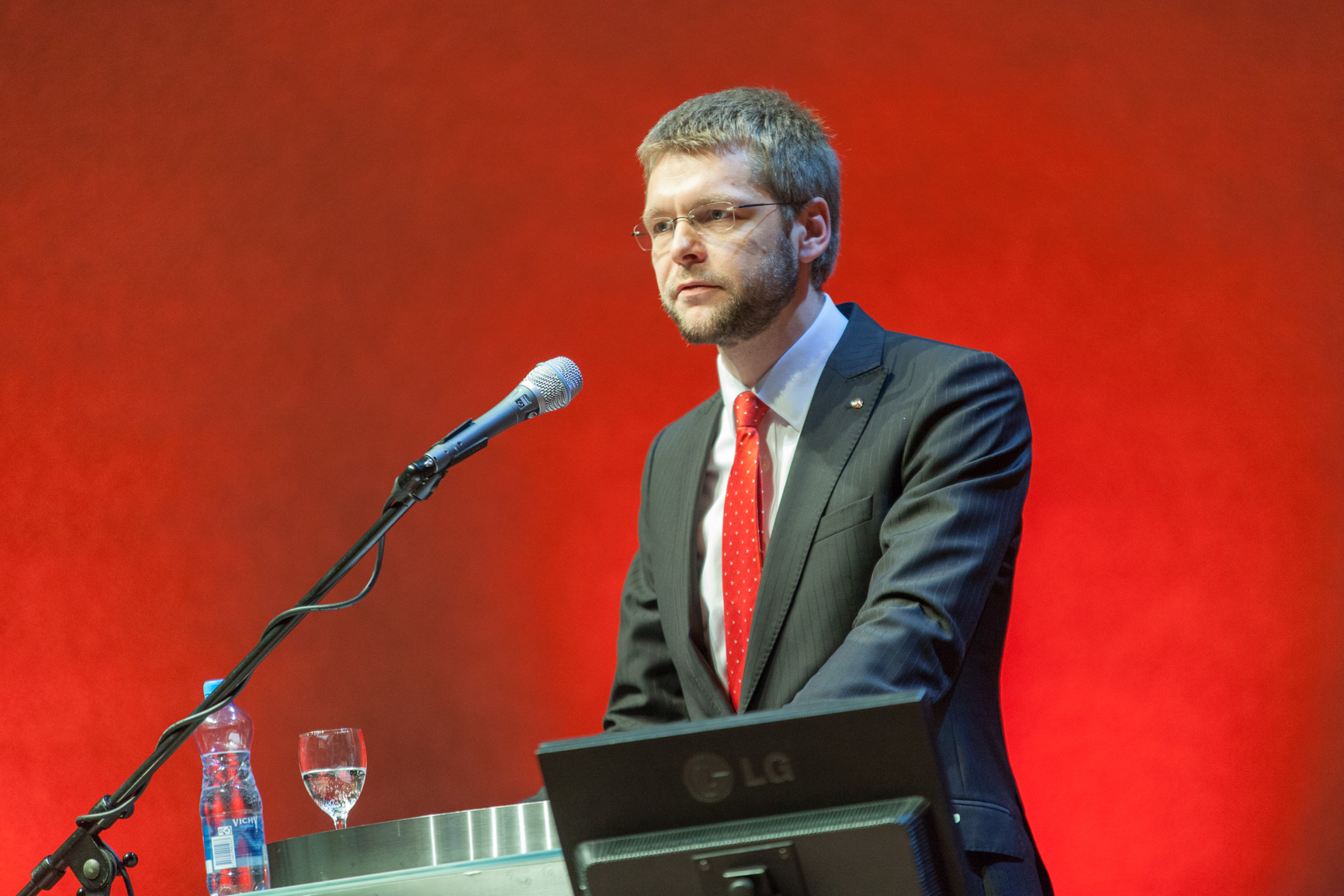
Bürgermeister Jevgeni Ossinovski

### Hauptstadt
Tallinn ist die Hauptstadt der Republik Estland. In der Stadt haben der Präsident, die Regierung, das Parlament (Riigikogu), die Ministerien sowie zahlreiche diplomatische Vertretungen ihren Sitz.

### Verwaltung
Alle vier Jahre werden die Mitglieder des Tallinner Stadtrates gewählt. Die letzten Wahlen der 79 Ratsmitglieder fanden im Oktober 2021 statt. Zu den Aufgaben des Stadtrates gehört unter anderem die Wahl des Bürgermeisters. Dieses Amt hat seit April 2024 Jevgeni Ossinovski inne.
Mit 38 Ratsmitgliedern verfügte die Estnische Zentrumspartei (Eesti Keskerakond) nach der letzten Wahl zunächst über eine einfache Mehrheit, 15 Mitglieder stellt die liberale Estnische Reformpartei (Eesti Reformierakond), acht die nationalkonservative Eesti Konservatiivne Rahvaerakond, sieben die sozialliberale Eesti 200, sechs die sozialdemokratische Sotsiaaldemokraatlik Erakond und die konservative Isamaa fünf Abgeordnete. Die Regierung wurde durch eine Koalition aus Zentrumspartei und Sozialdemokraten (SDE) gestellt, die nach zahlreichen Parteiaustritten bei der Zentrumspartei zerbrach und von einer Koalition aus Reformpartei, SDE, Isamaa und Eesti 200 abgelöst wurde.
Die Tallinner Stadtregierung ist das ausführende Organ und umfasst neben dem Bürgermeister sieben Vizebürgermeister.

### Symbole
Die Flagge Tallinns zeigt jeweils drei horizontale blaue und weiße Streifen. Auf dem Wappen der Stadt sind unter anderem drei Löwen zu sehen, die eines der ältesten estnischen Symbole darstellen und seit dem 13. Jahrhundert Verwendung finden.

### Partnerstädte
Tallinn pflegt Partnerschaften mit folgenden Städten:
- Annapolis
- Białystok
- Dartford
- Danzig
- Gdynia
- Gent
- Göteborg
- Groningen
- Kiel
- Kotka
- Łomża
- Los Gatos
- Malmö
- Moskau
- Portland
- Riga
- Sankt Petersburg
- Schwerin
- Venedig
- Vilnius

## Stadtbild und Architektur

### Aussicht auf die Stadt vom Turm der Olaikirche (Mai 2016)

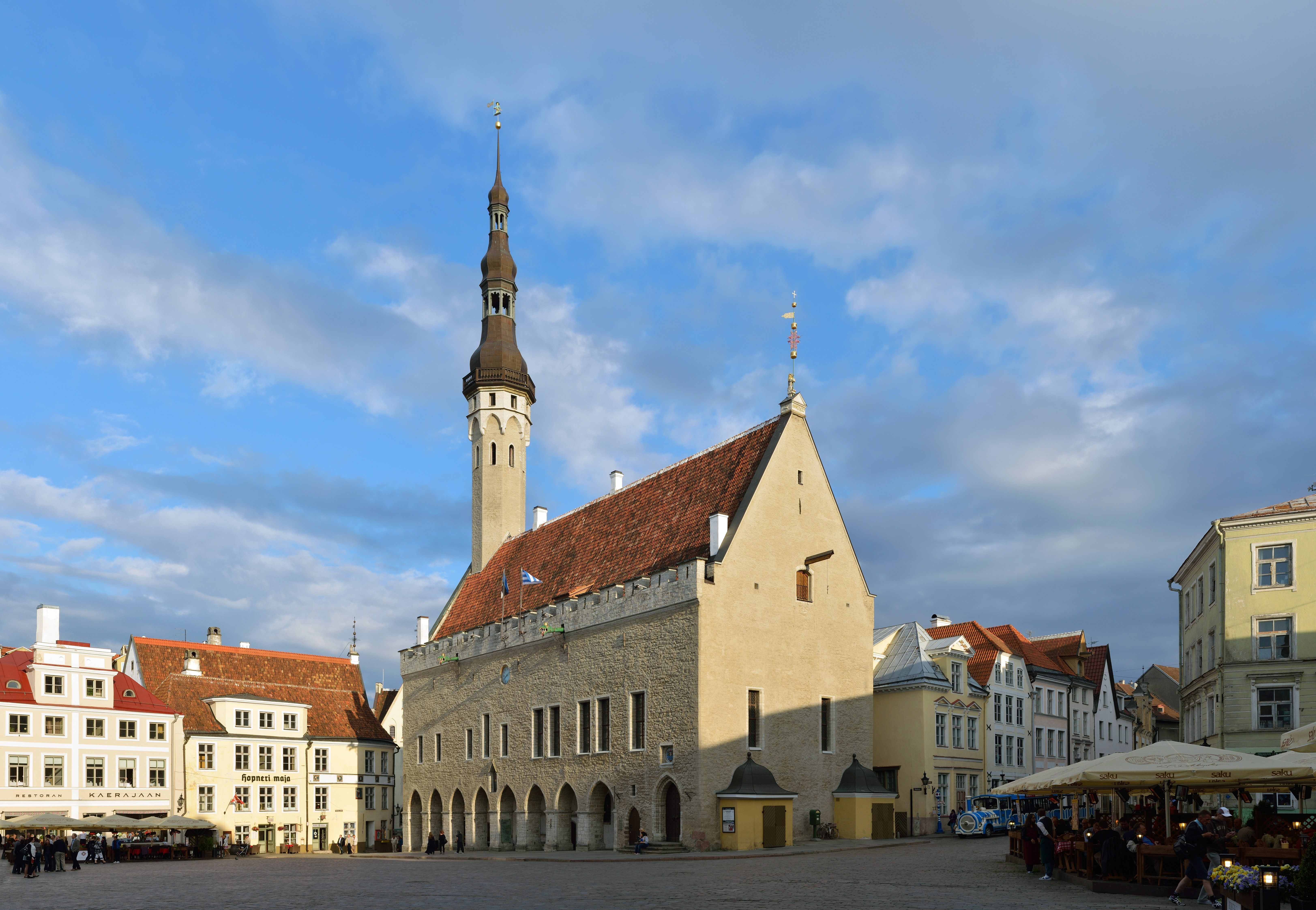
Tallinner Rathaus

Die Tallinner Altstadt (estn. Vanalinn) wurde 1997 zur Liste des UNESCO-Weltkulturerbe hinzugefügt als „außergewöhnlich vollständiges und gut erhaltenes Beispiel einer mittelalterlichen nordeuropäischen Handelsstadt“.

### Unterstadt

Die Nordseite des Tallinner Rathausplatzes

Das Zentrum bildet der Rathausplatz (estn. Raekoja plats), der von dem 1322 erstmals erwähnten, aber schon im 13. Jahrhundert errichteten gotischen Rathaus und anderen stattlichen Gebäuden umschlossen wird. Von der öffentlich zugänglichen Aussichtsplattform des Rathauses bietet sich ein hervorragender Blick über Stadt, Hafen und Meerbusen. Das Wahrzeichen Tallinns – die Figur des Stadtknechts „Alter Thomas“ (estn. Vana Toomas) – schmückt seit 1530 die Turmspitze. Die beiden Wasserspeier in Drachengestalt sind aus dem 17. Jahrhundert.
Gegenüber befindet sich die Ratsapotheke (estn. Raeapteek). Sie wurde 1422 erstmals urkundlich erwähnt und ist damit eine der beiden ältesten noch tätigen Apotheken Europas (die andere ist in Dubrovnik). Nach Umbauten im 16. Jahrhundert mietete die aus Ungarn stammende Familie Johann Burchart die Apotheke und führte sie über 300 Jahre.

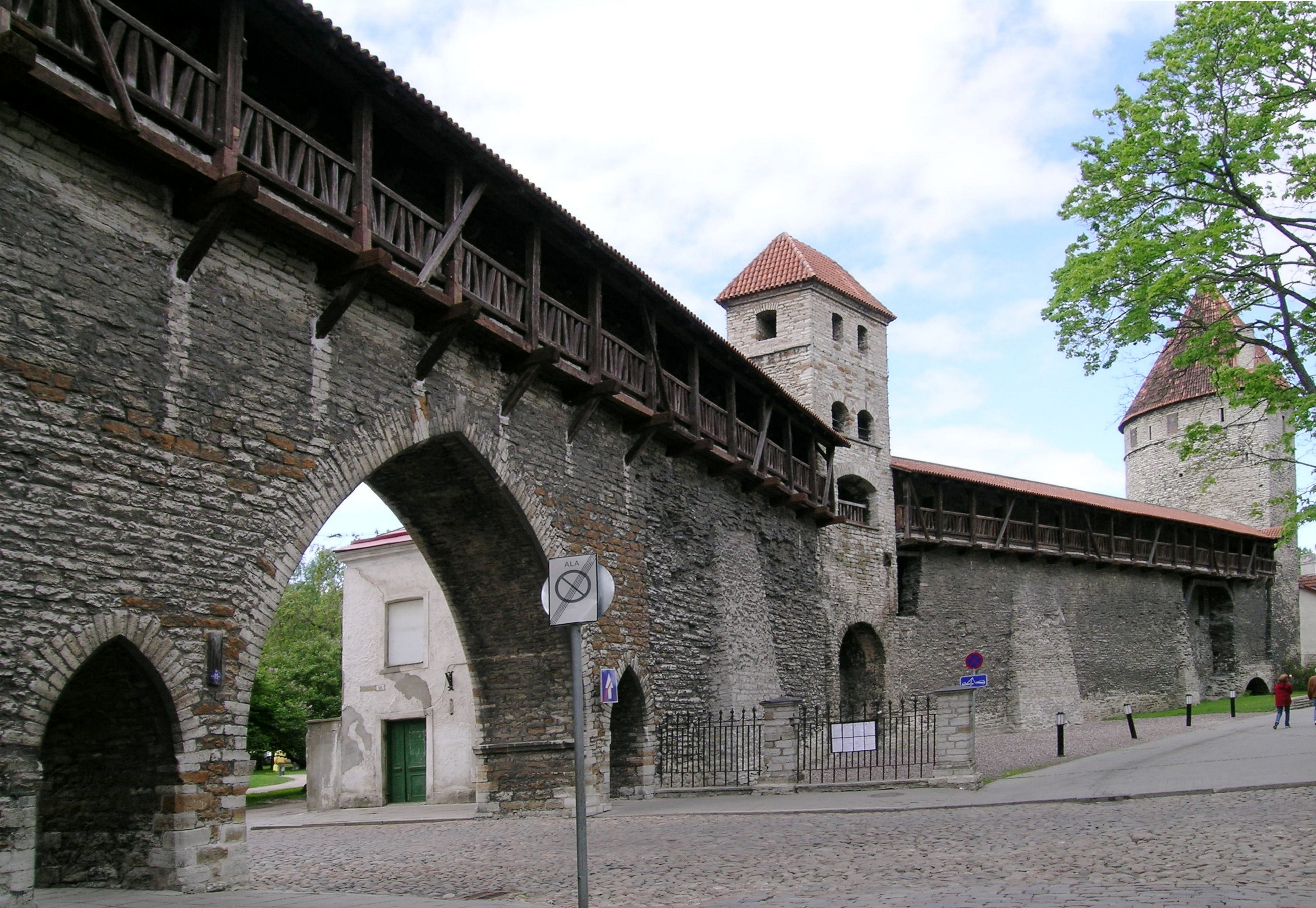
Teil der Stadtmauer von Tallinn

Die Stadtmauer ist eine der wichtigsten Sehenswürdigkeiten der Stadt. Im Mittelalter war Tallinn eine der am besten befestigten Städte an der Ostsee. Mit dem Bau der Befestigungen wurde in der zweiten Hälfte des 13. Jahrhunderts begonnen; er dauerte die folgenden 300 Jahre an. Da die Waffen ständig schlagkräftiger wurden, musste fortwährend nachgebessert werden. Die fertige Mauer war schließlich 2,35 km lang, 13–16 m hoch, 2–3 m dick und hatte über 40 Türme. Heute stehen noch 1,85 km Mauer und 26 Türme. Die Lehmpforte war eines der Haupttore des mittelalterlichen Tallinn und wurde mehrfach umgebaut. Heute ist nur noch das Vortor erhalten. Die Stadtmauer hatte im Mittelalter sechs Tore (Pforten), alle hatten ein bis zwei Vortore, Hängebrücken über den Wallgraben und Fallgitter, so auch die Große Strandpforte mit der Dicken Margarethe. Als die Große Strandpforte gebaut wurde, stand sie so nah am Ufer, dass bei Sturm die Wellen ans Tor schwappten. Erhalten ist das Vortor mit dem Kanonenturm Dicke Margarethe, dessen Durchmesser 25 m beträgt. Heute beherbergt er das estnische Seefahrtsmuseum, das einen Überblick über die Geschichte der Seefahrt und Fischerei gibt.
Sehenswert ist der Kiek in de Kök, ein ehemaliger Kanonenturm aus dem 15. Jahrhundert, der seinerzeit der stärkste Kanonenturm des Baltikums war. Weitere Türme der Revaler Stadtbefestigung sind der Goldene Fuß, der Loewenschede-Turm, der Reeperbahnturm und der Epping-Turm.

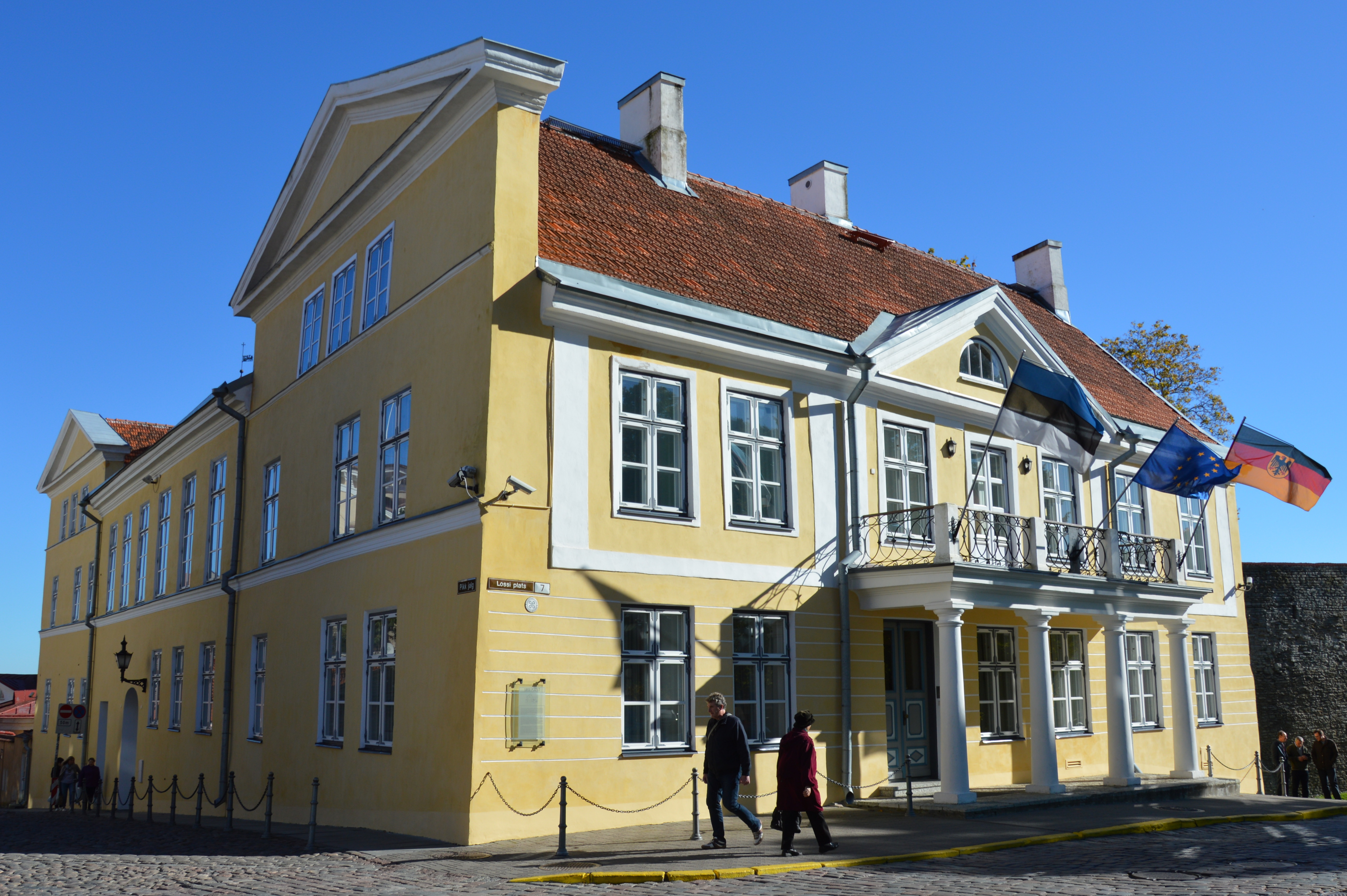
Residenz des deutschen Botschafters in der Altstadt von Tallinn

Die St. Nikolaikirche (estn. Niguliste kirik), eine spätgotische Steinkirche, entstammt dem Anfang des 13. Jahrhunderts. Nennenswert sind der Hauptaltar vom Lübecker Meister Hermen Rode aus dem Jahre 1481 und das Fragment des Totentanzes vom Lübecker Meister Bernt Notke. Sie ist ein Beispiel der im 13. Jahrhundert verbreiteten „Kaufmannskirchen“ (der Dachstuhl der Kirche diente als Warenlager). Zudem diente sie als Wehrkirche. Ab dem 15. Jahrhundert wurde sie zur Basilika umgebaut. Sie überstand als einzige Kirche den Bildersturm der Reformationszeit, weil, wie es heißt, der Kirchenvorsteher die Türschlösser mit Blei ausgießen ließ. Nach schwerer Zerstörung durch einen Bombenangriff im Jahre 1944 ist die Kirche heute Museum und Konzertsaal. Südlich der Kirche steht mit der Kelch-Linde der älteste Baum Revals. In der Raderstraße (Rataskaev) befindet sich der bereits 1375 erwähnte Radbrunnen.
Die Heiliggeistkirche (estn. Pühavaimu kirik), im 14. Jahrhundert als Kapelle zum Heiligengeist-Armenspital hinzugebaut, hatte zwei Funktionen: Kirche des Armenhauses und Ratskapelle. Sie besitzt einen spätmittelalterlichen Flügelaltar des Lübecker Meisters Bernt Notke aus dem 15. Jahrhundert und eine Uhr aus dem 17. Jahrhundert, angefertigt vom Meister Christian Ackermann.
Die Olaikirche (estn. Oleviste kirik), benannt nach dem norwegischen König Olaf II., der die Christianisierung Nordeuropas betrieb, wurde im 13. Jahrhundert erstmals urkundlich erwähnt. Der Turm kann bestiegen werden und bietet eine hervorragende Aussicht über die gesamte Stadt. In der Nähe befindet sich die historische Pferdemühle sowie der als Hotel genutzte historische Gebäudekomplex Drei Schwestern.

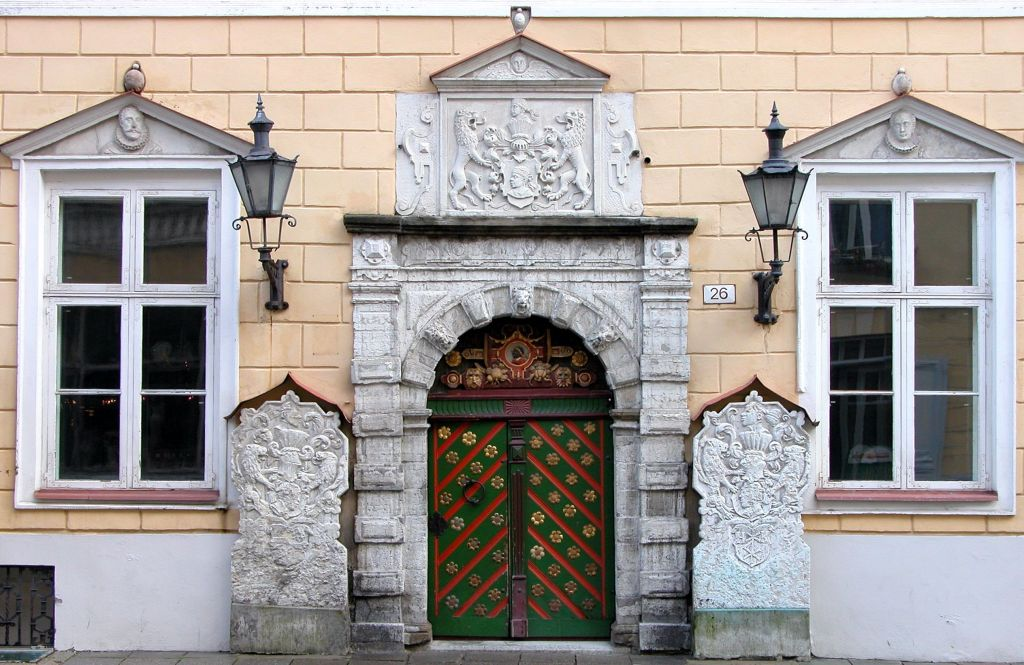
Eingang zum Schwarzhäupterhaus

Das Haus der Schwarzenhäupterbruderschaft beherbergte eine in Europa einzigartige Bruderschaft, die es nur in Alt-Livland (Estland und Lettland) gab. Sie vereinte unverheiratete deutschstämmige Kaufleute. Die Aufnahme in die Gilde bahnte den Weg für eine erfolgreiche Karriere und in den Rat der Stadt. Der Name Schwarzhäupterhaus verweist auf den Schutzheiligen der Bruderschaft, den frühchristlichen Märtyrer Mauritius. Die Bruderschaft bestand von circa 1400 bis 1940 in Tallinn und war seitdem in Deutschland weiter aktiv. Die Fassade des Hauses ist im Stile der Niederländischen Renaissance des 16. Jahrhunderts gehalten. Auf Höhe des Erdgeschosses befinden sich die Wappen der Hansekontore Brügge, Nowgorod, London und Bergen. Die russischen Zaren Peter I., Paul und Alexander I. waren Ehrenmitglieder der Bruderschaft und haben dieses Haus besucht.

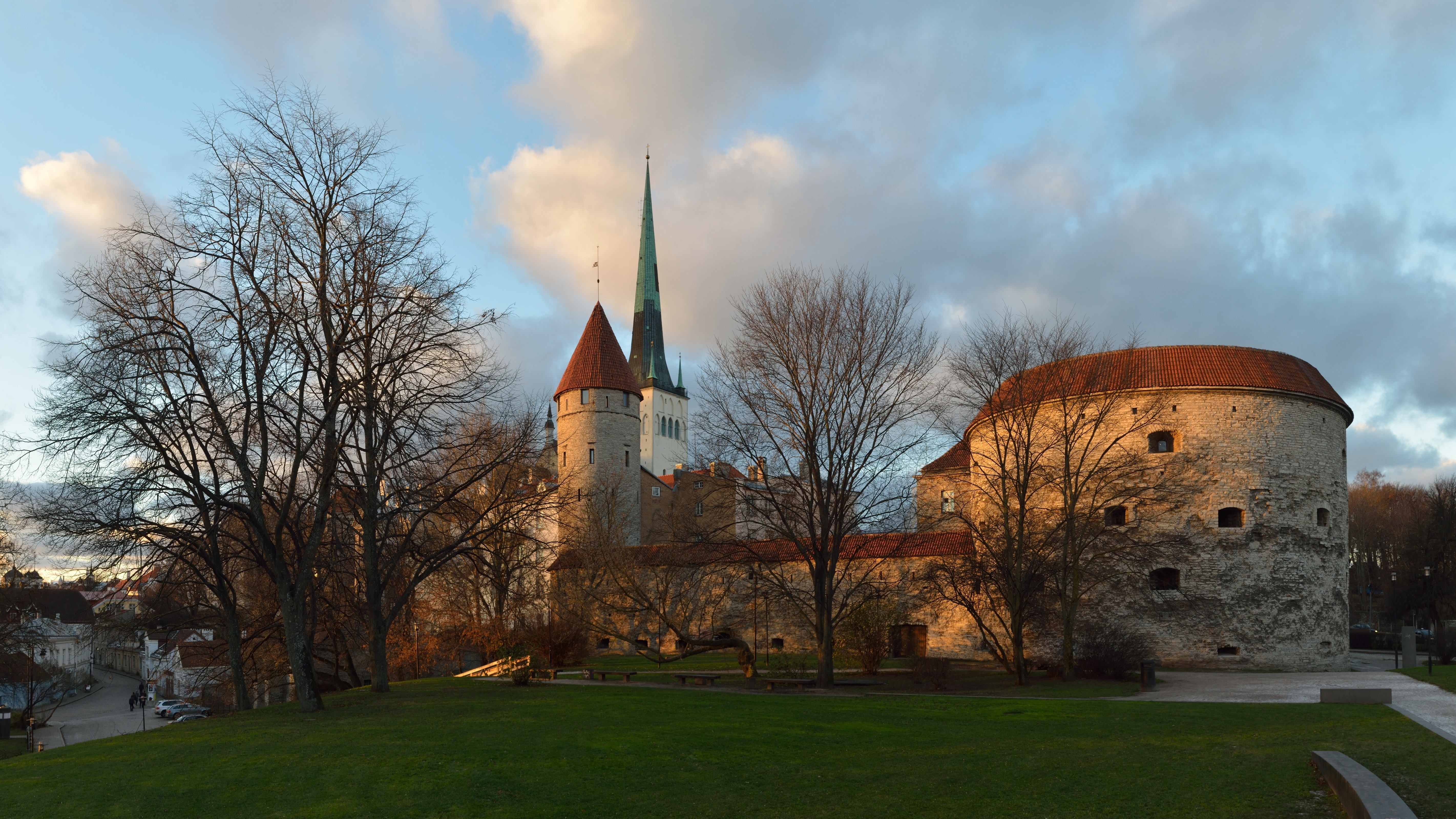
Kanonenturm „Dicke Margarethe“

Am nördlichen Rand der Altstadt von Tallinn steht neben dem Wehrturm „Dicke Margarethe“ die am 28. September 1996, exakt zwei Jahre nach dem Unglück, vom Bildhauer Villu Jaanisoo aus Stahl und schwarzem Granit fertiggestellte Skulptur Katkenud liin (Unterbrochene Linie). Sie ist dem Gedenken an den Untergang des Fährschiffs Estonia gewidmet, der aufgrund einer ungenügend geschlossenen Ladeklappe erfolgte und 852 Menschen das Leben kostete. Eine „Wasserstraße“ führt in einem weiten Bogen von einer Anhöhe zu einem Abgrund und bricht darüber ab. Weit jenseits der Bruchstelle setzt sich der Bogen fort, und die „Wasserstraße“ stürzt in das Erdreich hinein. Unter der unteren Abbruchstelle ruht eine schwarze Granitplatte, auf der die Namen der Ertrunkenen verzeichnet sind. Die Angehörigen legen hier und auf dem darüber stehenden Bogen Blumen, Kränze und Windlichter nieder.

### Domberg

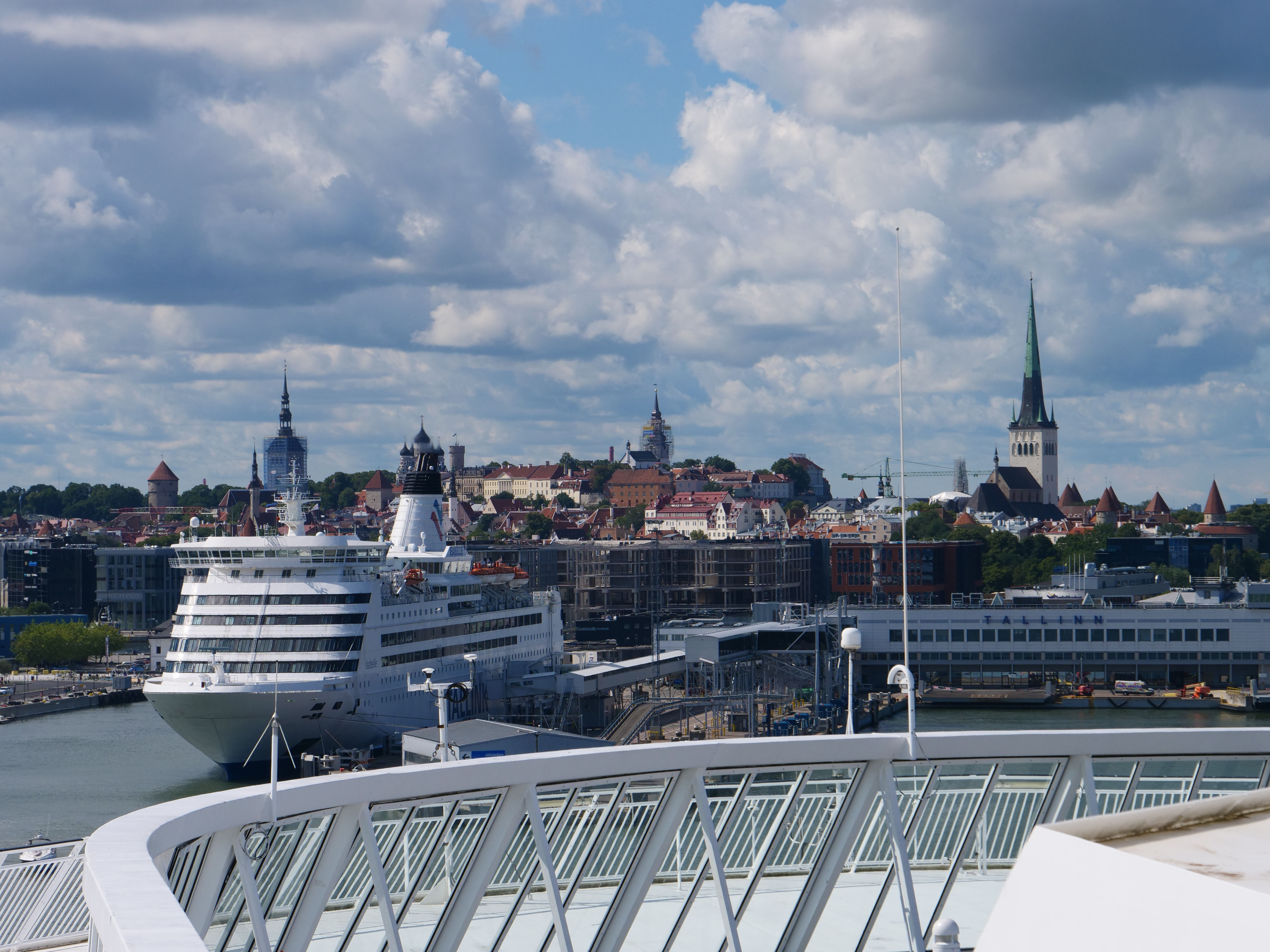
Altstadtsilhouette mit Domberg vom Hafen

Von der mittelalterlichen Burg auf dem Domberg (estn. Toompea loss) sind nur noch die nördliche und westliche Mauer sowie drei Türme erhalten, darunter der Lange Hermann (estn. Pikk Hermann), gebaut im 14. Jahrhundert. Im 15. Jahrhundert wurde er noch einmal um 10 m auf 50 m erhöht. Im Mittelalter wurde er unter anderem als Gefängnis genutzt. Nach der Loslösung vom Zarenreich im Jahr 1918 wurde am Turm erstmals die blau-schwarz-weiße Fahne gehisst, die 1940 im Zuge der sowjetischen Okkupation durch eine rote ersetzt wurde. 1989 wurde die estnische Flagge dort wieder aufgezogen, und das geschieht heute täglich bei Sonnenaufgang; geht die Sonne unter, wird sie wieder eingeholt.
Daneben befindet sich das repräsentative Schloss, dessen wesentliche Umbauten im 18. Jahrhundert von der russischen Zarin Katharina II. veranlasst wurden. Heute ist es Sitz des Parlaments. Die Regierung residiert im Stenbockhaus.

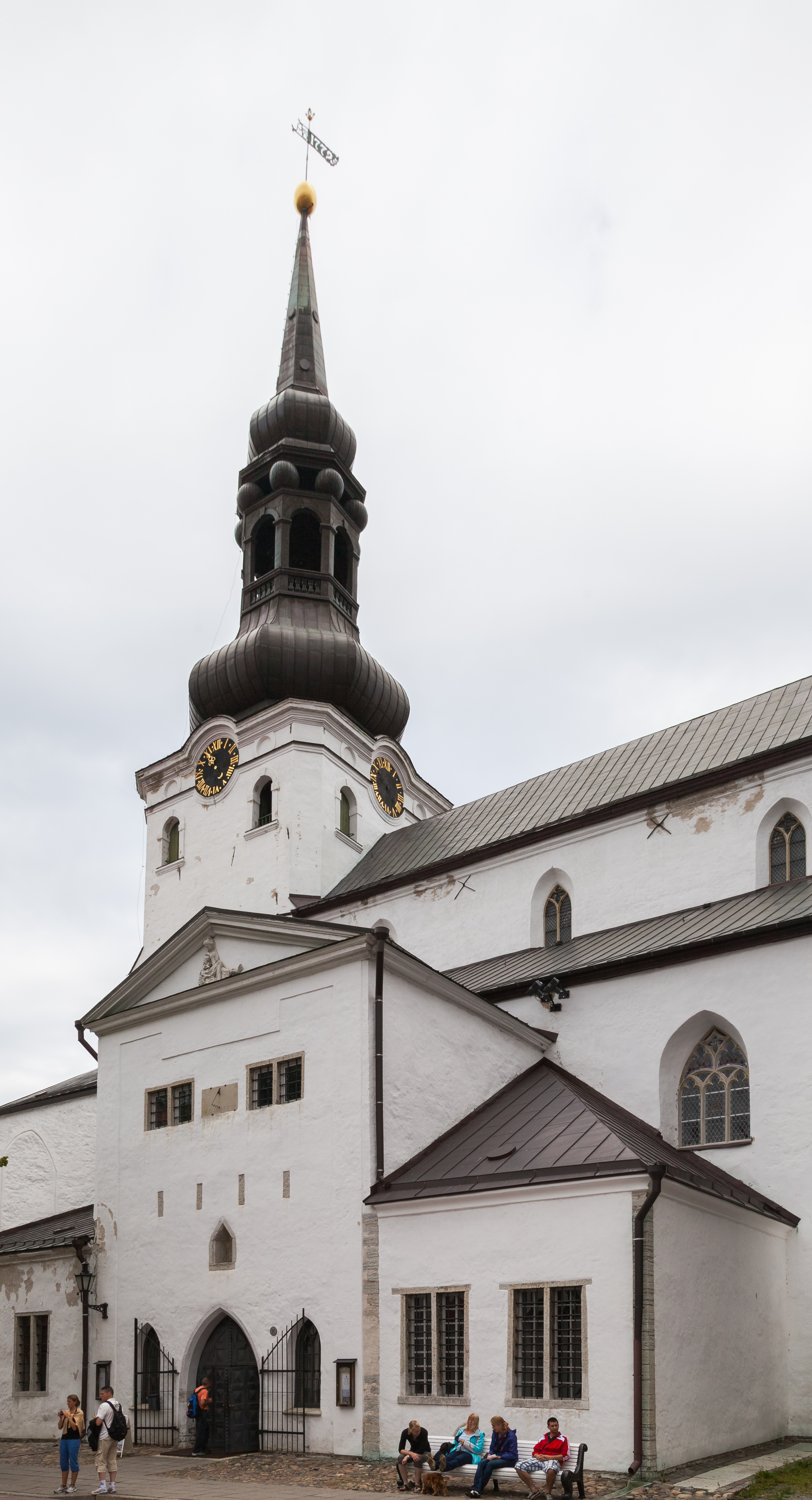
Tallinner Dom

Die Domkirche liegt am Kirchplatz, an dem sich acht historische Straßen kreuzen, sie ist der Heiligen Jungfrau Maria gewidmet. Mit dem Bau wurde im 13. Jahrhundert begonnen, sie ist somit eine der ältesten Kirchen der Stadt. Später im 14. Jahrhundert wurde sie nach dem Vorbild der gotländischen Kirchen in eine dreischiffige Basilika im gotischen Stil umgebaut. Die Tallinner Gotik gehört zur sogenannten Kalksteingotik. Bei einem Brand im Jahr 1684 trug die Kirche schwere Schäden davon. Der Großteil der Einrichtung wurde vernichtet. Das neue Interieur ist barock. 107 Wappenepitaphe estländischer Adliger sind erhalten, ebenso viele Grabdenkmäler bekannter Persönlichkeiten wie Pontus De la Gardie, der Heerführer der Schweden im Livländischen Krieg, Adam Johann von Krusenstern, der bekannte Admiral, Weltumsegler und Entdecker, Samuel Greigh, der schottische Admiral, der für Katharina II. viele Siege errang, und andere mehr. Es gibt zwei Familienlogen aus dem 18. Jahrhundert, eine der Familie von Patkul und eine der Familie von Manteuffel. Die vorhandene Ladegast-Orgel wurde in der Werkstatt des Berliner Meisters Sauer perfektioniert. Die Domkirche ist heute eine lutherische Kirche mit einer 600-köpfigen Gemeinde.

Alexander-Newski-Kathedrale

Die russisch-orthodoxe Alexander-Newski-Kathedrale (estn. Aleksander Nevski katedraal) mit ihren weithin sichtbaren Zwiebeltürmen wurde 1894 bis 1900 als Sinnbild der Russifizierung Estlands erbaut. Daher konnte sich die estnische Bevölkerung längere Zeit kaum über dieses dominante „fremde“ Bauwerk freuen. Inzwischen ist sie ein weiterer touristischer Anziehungspunkt in der Altstadt.
Auf dem Domberg befinden sich darüber hinaus viele klassizistische Adelshäuser, wie das Schlippenbach-Haus am Schlossplatz.

### Neustadt und Vororte

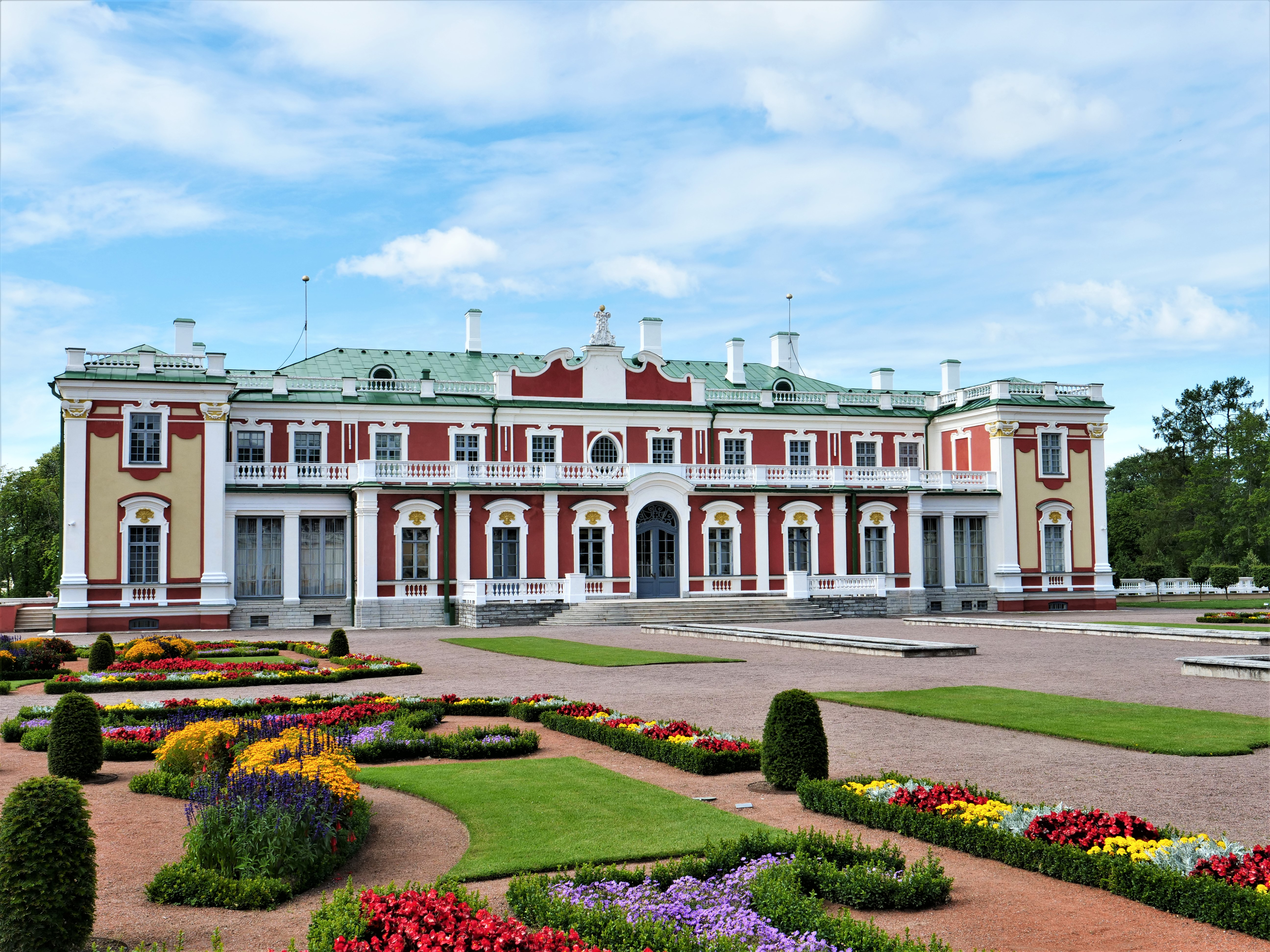
Schloss Kadriorg

Am Stadtrand befindet sich das Schloss Katharinental (estn. Kadriorg). Revals deutscher Friedhof Ziegelskoppel (estn. Kopli), auf der gleichnamigen Halbinsel nördlich der Altstadt gelegen, Schauplatz einiger Erzählungen von Werner Bergengruen, und der Friedhof der Grauen, also der estnischen Bevölkerung, auf der Fischermai sind keine Sehenswürdigkeiten mehr. Beide wurden in den 1960er Jahren in Parks umgewandelt. Umfassungsmauern und Baumreihen lassen die frühere Nutzung noch erkennen, alle Grabsteine sind aber entfernt worden. Während in der Fischermai (Kalamaja) eine Inschrift an dem kürzlich restaurierten Eingangstor des Friedhofes wieder an die frühere Nutzung erinnert, lässt sich der Friedhof von Ziegelskoppel nur durch einen Vergleich alter und neuer Stadtpläne ausfindig machen.

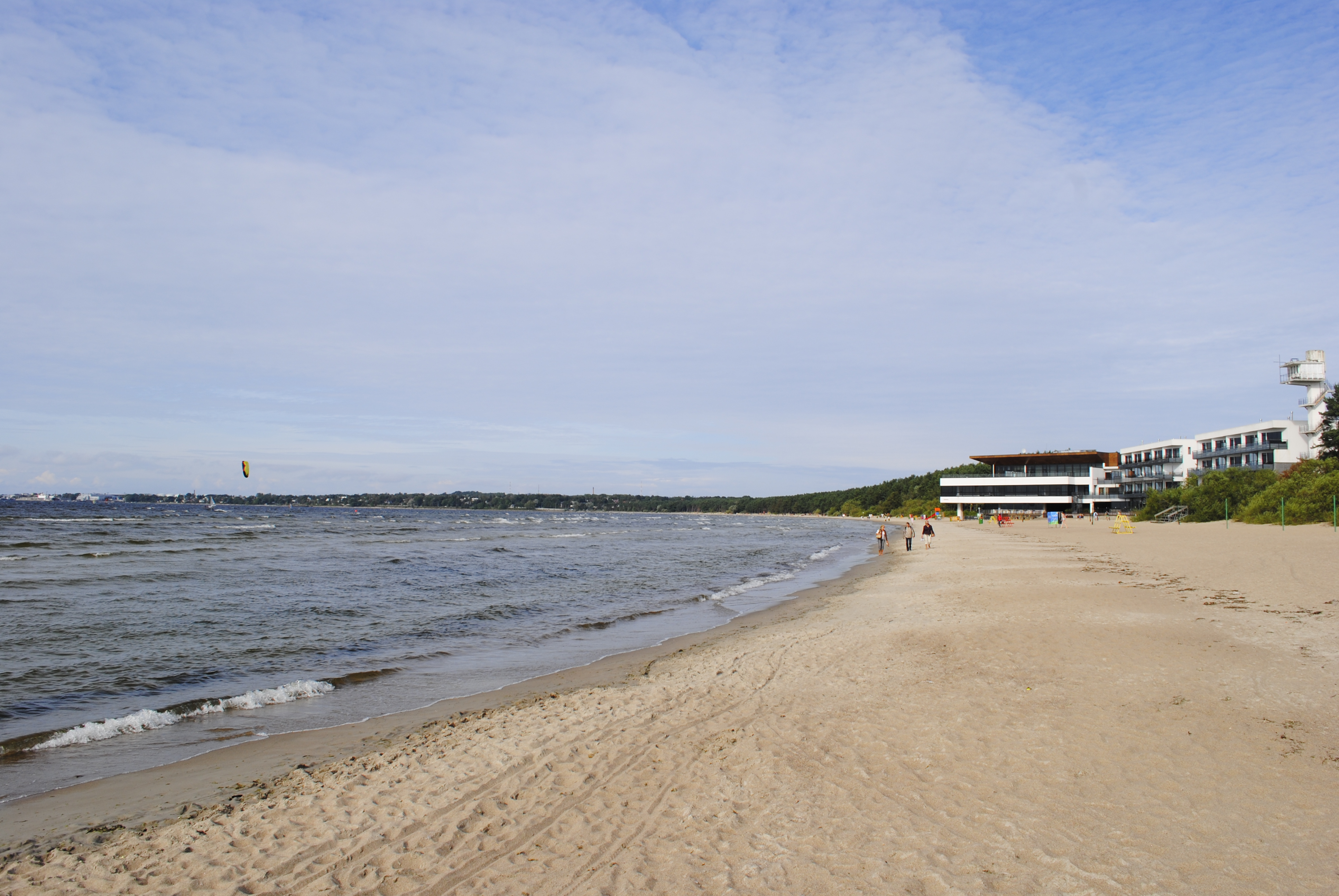
Der Strand in Pirita

Im Stadtteil Pirita nordöstlich des Stadtzentrums gibt es einen Jachthafen sowie einen ausgedehnten Sandstrand, der von einem Kiefernwald begrenzt wird. An warmen Sommertagen herrscht dort Partystimmung, und der Strand ist deswegen oft sehr voll. Bei Joggern und Inlineskatern ist vor allem die Promenade zwischen Pirita und der Stadtmitte beliebt. Hier steht die eindrucksvolle Ruine der Zisterzienser-Abtei St. Brigitten, ein heute dachloses Kirchenschiff vom Ausmaß einer Hauptstadt-Kathedrale, zerstört durch russische Truppen im 16. Jahrhundert. Nebengebäude sind noch als Mauerreste zu erkennen. Seit 2005 findet auf dem Gelände des früheren Klosters das Birgitta-Festival statt.
Eine idyllische Abwechslung bietet die dem Festland vorgelagerte Insel Naissaar in der Tallinner Bucht.
Den besten Ausblick auf die Stadt und bei guten Sichtverhältnissen sogar bis zur finnischen Küste bietet der Fernsehturm (estn. Teletorn) mit seiner Aussichtsplattform und einem Restaurant, das ganzjährig von 10 bis 23 Uhr geöffnet ist. Der Fernsehturm ist mit der Buslinie 34A (Station Teletorn) erreichbar.
Der 1939 gegründete Zoo Tallinn wie auch das Estnische Freilichtmuseum liegen im Bezirk Rocca al Mare.

## Wirtschaft und Infrastruktur

### Wirtschaft

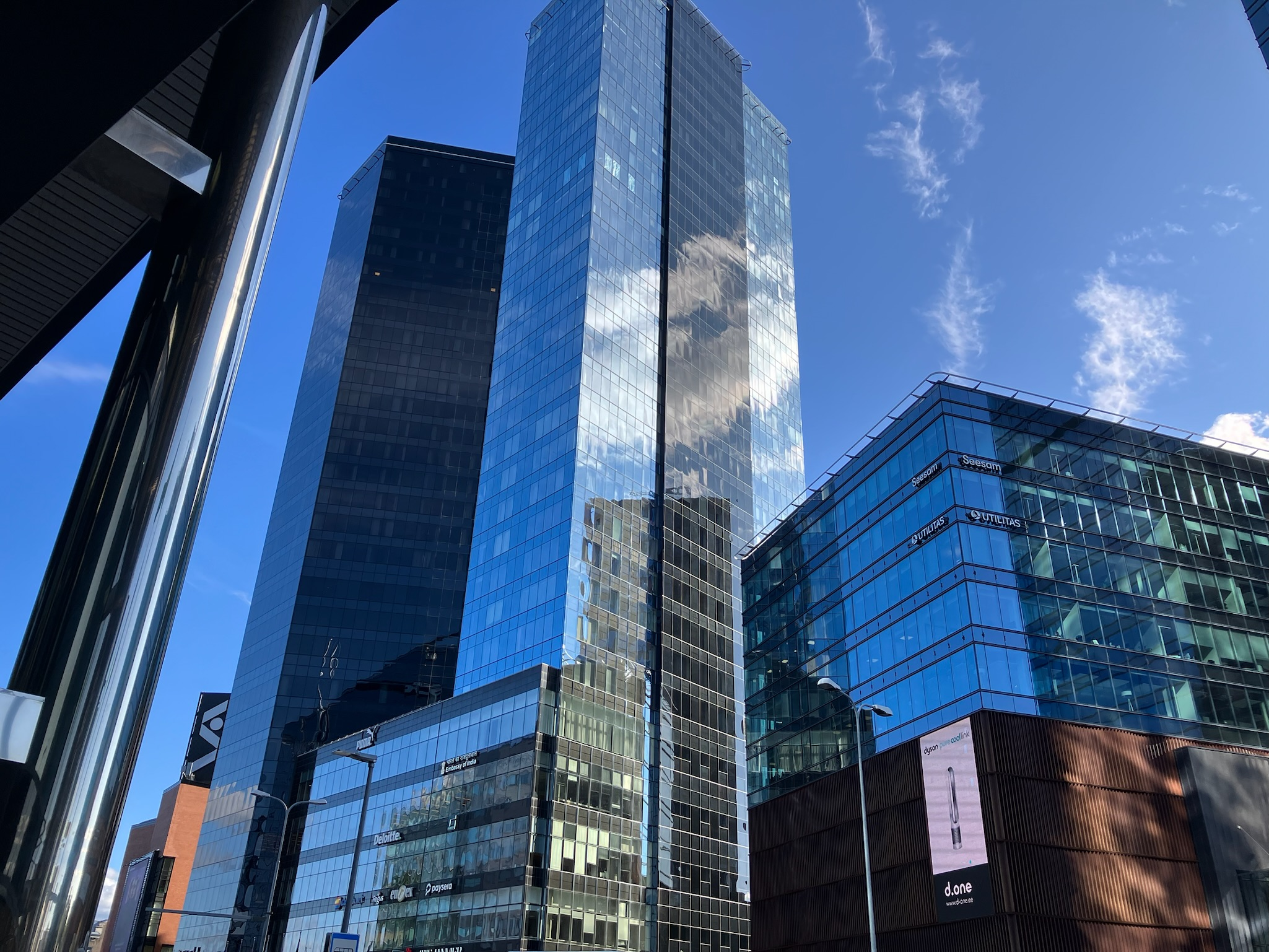
Modernes Tallinn

Tallinn ist die wirtschaftsstärkste Stadt in Estland. Etwa 60 % des estnischen BIP stammen aus Unternehmen in Tallinn.
Die niedrige Steuerlast und das liberale Wirtschaftsumfeld machen es für Unternehmen attraktiv, sich in Tallinn anzusiedeln. So findet man hier Unternehmen wie Nokia, Philips oder Ericsson. Die kostenlose VoIP-Software Skype ist im Jahr 2003 hier entstanden. In Tallinn befindet sich der größte Bankensektor in den baltischen Staaten. Viele nordeuropäische Banken sind hier aufgrund der gut ausgebildeten Arbeitskräfte und der umfangreich ausgebauten Telekommunikationsstruktur ansässig u. a. die SEB, Swedbank, Nordea oder Sampo.
Der Tourismus ist einer der bedeutendsten Wirtschaftssektoren der Stadt.
Ziele für die Zukunft sind der Ausbau der Bildung- und Forschungsstätten und der Infrastruktur. Außerdem soll die Stadtattraktivität steigen. Das Stadtbild ist heute noch, insbesondere außerhalb der Innenstadt, stark von den sowjetischen Einflüssen geprägt.
In einer Rangliste der Städte nach ihrer Lebensqualität belegte Tallinn im Jahre 2018 den 87. Platz unter 231 untersuchten Städten weltweit.

### Verkehr

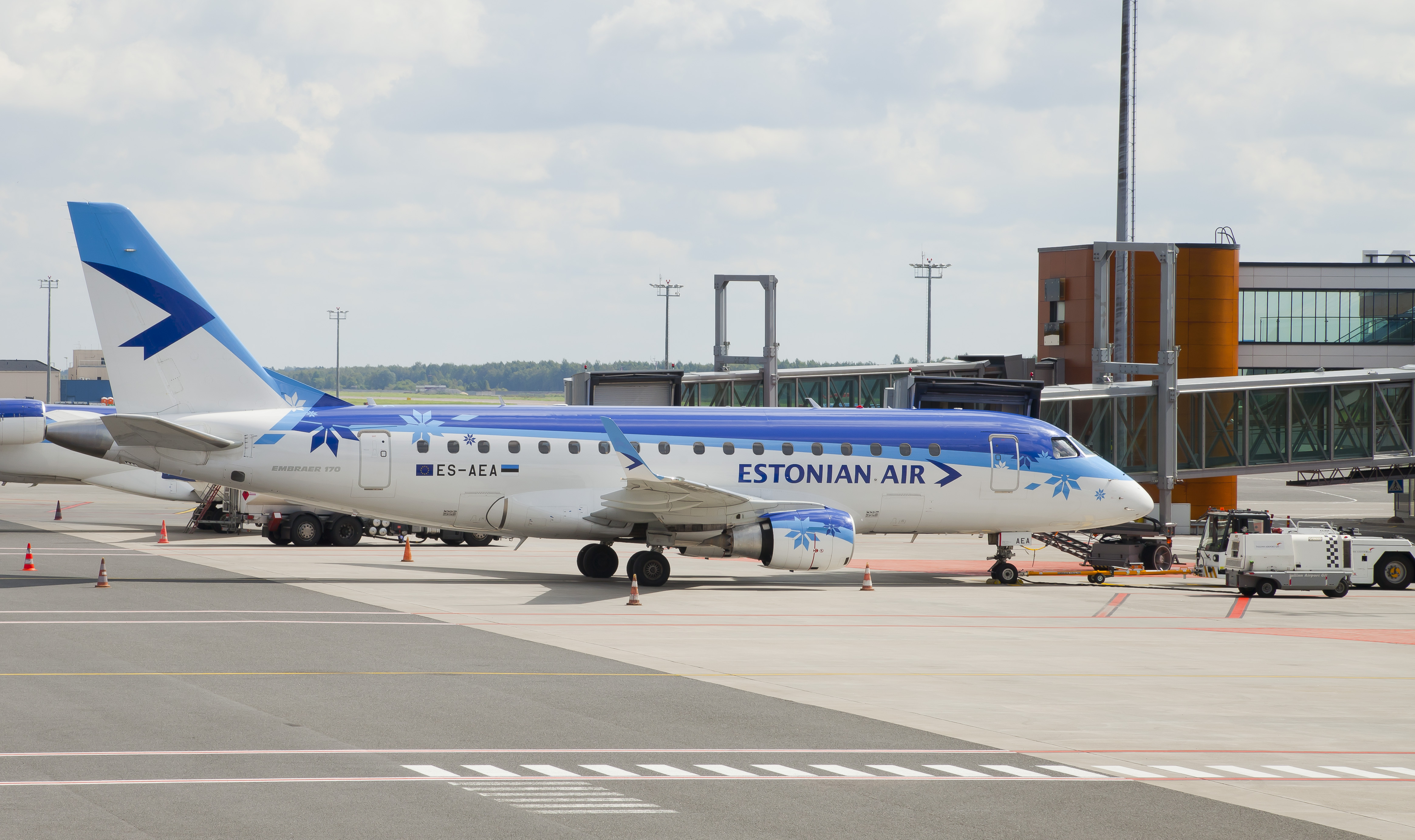
Maschine der Estonian Air am Flughafen Tallinn

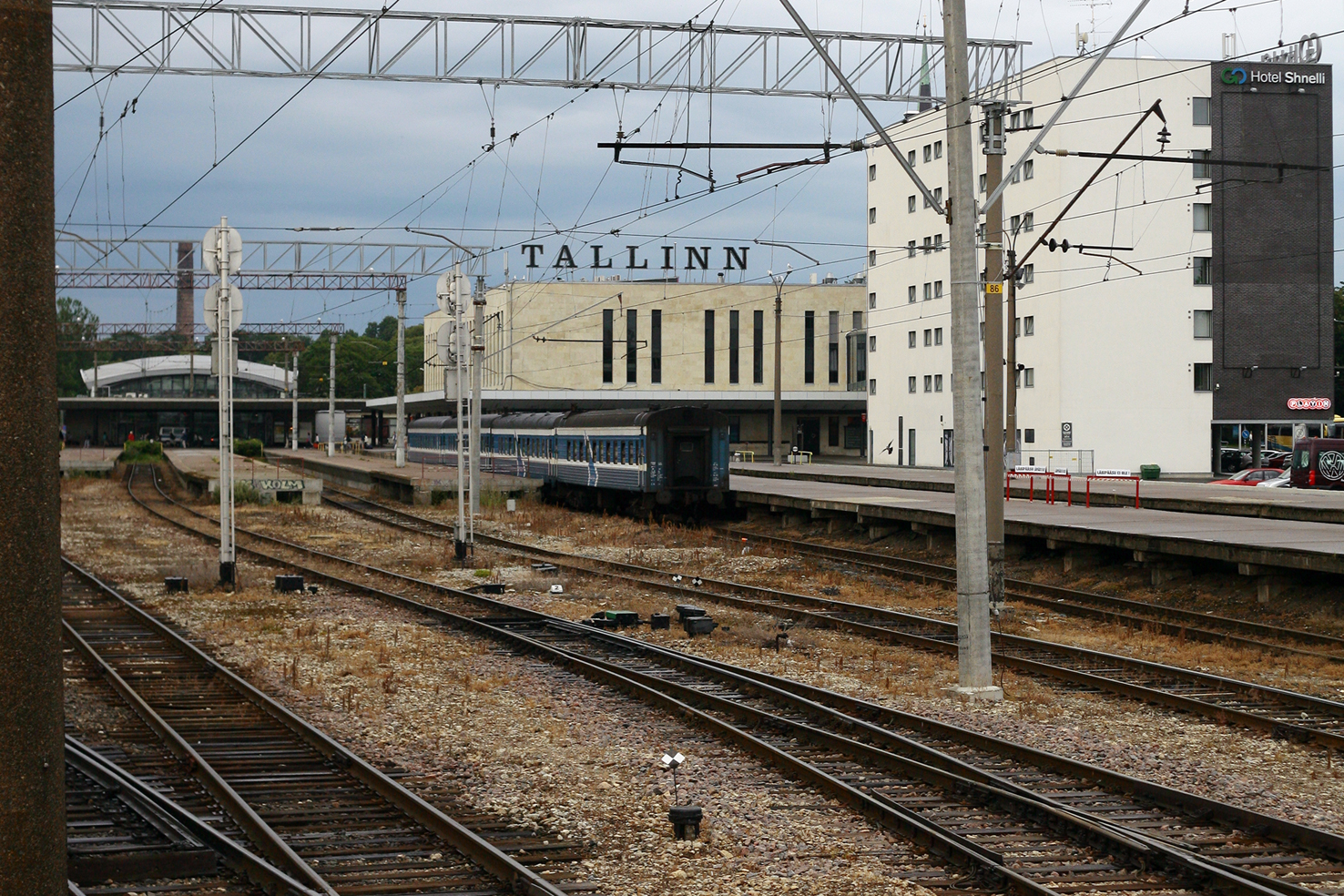
Baltischer Bahnhof

Tallinn ist ein bedeutender Ostsee-Fährhafen (Verbindungen nach Helsinki, Stockholm, Åland und Sankt Petersburg). Der internationale Flughafen Tallinn-Lennart Meri ist nur vier Kilometer vom Stadtzentrum entfernt.
Vom Tallinner Baltischen Bahnhof (Balti jaam) bestehen verschiedene innerestnische Eisenbahnverbindungen. Der Bahnhof Ülemiste wird derzeit zum nördlichen Endbahnhof der Rail Baltica umgebaut.
Der öffentliche Personenverkehr in die anderen Städte Estlands und die Nachbarländer Lettland und Russland wird ansonsten größtenteils mit Linienbussen abgewickelt. Tallinn liegt an der Europastraße 67 („Via Baltica“) und ist Estlands wichtigster Knotenpunkt des Straßenverkehrs.
Die Stadt selbst wird durch das kommunale Verkehrsunternehmen Tallinna Linnatranspordi AS bedient. Es betreibt die fünf Linien der Straßenbahn Tallinn, die vier Linien des Oberleitungsbusses Tallinn sowie zahlreiche Stadtbuslinien. Das 19 Kilometer lange Straßenbahnnetz ist eines der wenigen europäischen Schienennetze mit Kapspur (1067 mm). In Wochenendnächten verkehren auch 6 Nachtbuslinien.
In einer Volksabstimmung im März 2012 sprach sich die Bevölkerung von Tallinn für die kostenlose Nutzung des öffentlichen Nahverkehrs ab 2013 aus. Im Ergebnis ist seit Anfang 2013 für gemeldete Einwohner, die im Besitz einer elektronischen Fahrkarte sind, die Benutzung von Bussen und Bahnen im Rahmen des ÖPNV kostenlos. In der Folge haben sich viele Bewohner aus dem Umland, die bisher z. B. als Studenten ihren Zweitwohnsitz in der Stadt hatten, hier mit Erstwohnsitz gemeldet. Dies erhöhte deutlich die einwohnerbezogenen staatlichen Zuweisungen aus Steuermitteln. So konnte der kostenlose öffentliche Nahverkehr für die Bürger der Stadt finanziert werden.

### Bildung

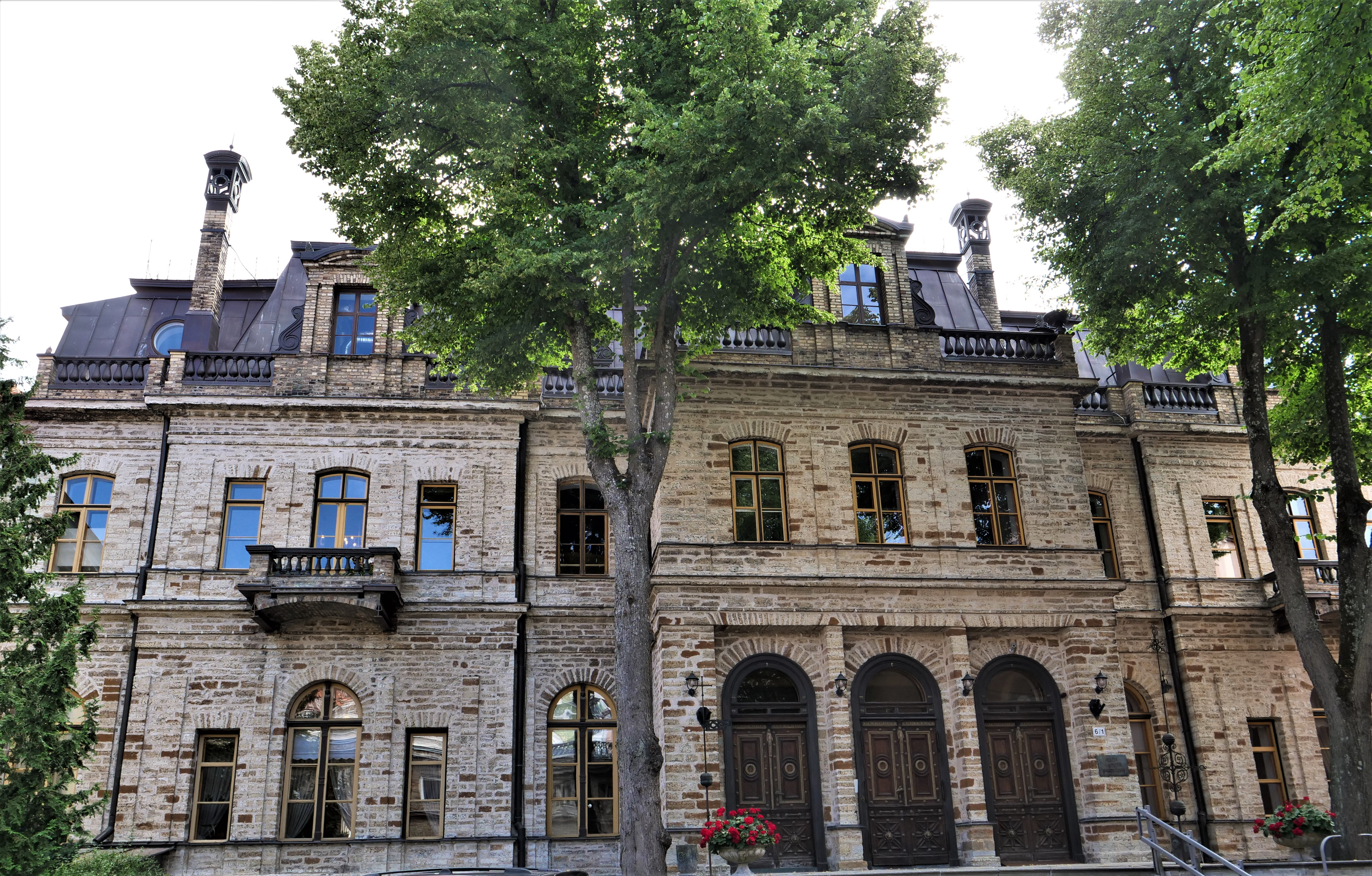
Estlands Wissenschaftsakademie in Tallinn

Die 1938 gegründete Estnische Akademie der Wissenschaften (Eesti Teaduste Akadeemia) befindet sich in Tallinn.
In der Stadt befinden sich unter anderem folgende Bildungseinrichtungen:
- Universität Tallinn (TLÜ)
- Technische Universität Tallinn (TTÜ)
  - Estnische Marineakademie
- Estonian Entrepreneurship University of Applied Sciences, eine private Hochschule in Ülemiste[21]
- Universität Tartu Rechtsinstitut der Universitas Tartuensis
- Estnische Musikakademie
- Estnische Nationalbibliothek (RR)
- Akademische Bibliothek der Universität Tallinn
- Estnische Kunstakademie
- Estnische Verteidigungsakademie
- Estnisches Theologisches Institut der Estnischen Evangelisch-Lutherischen Kirche
- Estonian Business School (EBS)
- Goethe-Institut Tallinn
- International University Audentes (IUA)
- Baltic Film and Media School (BFS)

## Kultur

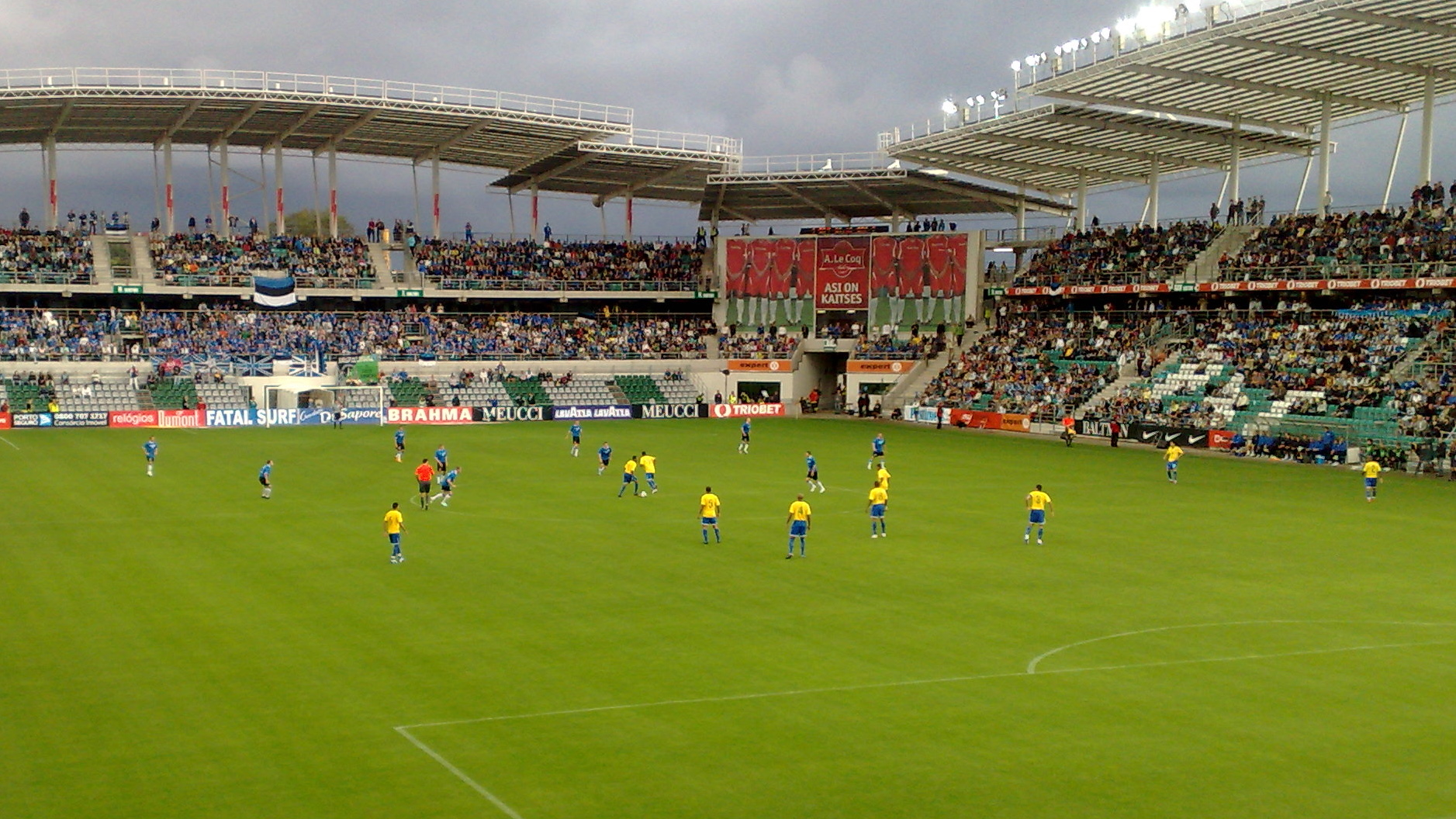
A. Le Coq Arena

Tallinn wurde im November 2007 neben dem finnischen Turku zu einer der Kulturhauptstädte Europas 2011 ernannt.
Unter dem Motto „Geschichten von der Meeresküste“ fanden 2011 zahlreiche kulturelle Veranstaltungen und Festivals statt, darunter die „Tallinner Meerestage“, die die Stadt wieder dem Meer näherbringen sollten, nachdem der Zugang zum Meer während der Sowjetzeit für Normalbürger weitgehend verwehrt war.

### Theater
Die Nationaloper Estonia (Raahvusooper Estonia) hat ihren Sitz in einem 1947 eröffneten Gebäude, das als Nachfolger des im Krieg zerstörten Originalbaus von 1913 durch die Architekten Alar Kotli und Edgar Johan Kuusik entworfen wurde. Theateraufführungen gibt es im Tallinna Linnateater, das 1965 als Repertoiretheater gegründet wurde und über sieben Bühnen in einem mittelalterlichen Gebäudekomplex sowie eine Außenbühne verfügt. Das Estnische Russische Theater (Eesti Vene Teater) hieß von seiner Gründung 1948 bis 2005 Nationales Russisches Schauspielhaus (Riiklik Vene Draamateater). Außerdem besteht das Estnische Dramatheater (Eesti Draamateater).

### Museen
Das Estnische Kunstmuseum (Eesti Kunstimuuseum) ist das größte Kunstmuseum der baltischen Staaten und besteht aus mehreren einzelnen Museen, darunter den Sammlungen im vom finnischen Architekten Pekka Vapaavuori errichteten Gebäude des Kumu (Kumu kunstimuuseum) im Stadtteil Kadriorg. Es wurde 2006 eröffnet und hat eine Ausstellungsfläche von 24.000 Quadratmetern, auf denen neben Moderner Kunst estnische Malerei ab dem achtzehnten Jahrhundert ausgestellt wird. Das Museum wurde 2008 mit dem European Museum of the Year Award als „Europäisches Museum des Jahres“ ausgezeichnet. Das Kadriorg-Kunstmuseum (Kadrioru kunstimuuseum) befindet sich im ehem. Sommerpalais des Zaren in Kadriorg und zeigt westeuropäische und russische Malerei und Skulpturen vom 16. bis 20. Jahrhundert, darunter im zugehörigen Mikkel-Museum (Mikkeli muuseum) die Sammlung Johannes Mikkels. Das Estnische Seefahrtsmuseum (estnisch Eesti Meremuuseum) befindet sich im Kanonenturm Dicke Margarethe der ehemaligen Stadtbefestigung. Das Niguliste-Museum (Niguliste muuseum) befindet sich in der Nikolaikirche (Niguliste kirik) und ist mittelalterlicher Kunst gewidmet. Weiter zeigen das Adamson-Eric-Museum (Adamson-Ericu muuseum) Werke des Künstlers Adamson-Eric und das Kristjan-Raud-Hausmuseum (Kristjan Raua majamuuseum) Arbeiten Kristjan Rauds. Im Ordensmuseum (Tallinn Museum of Orders of Knighthood) findet man Sammlungen von Orden und Ordensabzeichen aus aller Welt.

### Musik
Tallinn ist Sitz des Eesti Riiklik Sümfooniaorkester, des Nationalen Symphonieorchesters Estlands. Der Eurovision Song Contest 2002 fand in Tallinn statt, nachdem Tanel Padar, Dave Benton und 2XL mit einem gemeinsamen Titel bei der Ausgabe 2001 für Estland gewonnen hatten. Es gibt seit 1990 ein internationales Jazzfestival Jazzkaar. Legendär ist das Jazz Festival in Tallinn 1967 mit dem Charles Lloyd Quartett während einer kurzfristigen Tauwetterperiode in der Sowjetunion – nach zwei Festivals 1966 und 1967 war es wieder vorbei.

### Sport
Während der Olympischen Spiele 1980 in Moskau wurden die Segelwettbewerbe vor Tallinn ausgetragen. Einige Einrichtungen wie die Linnahall, das olympische Hotel und die Post wurden für dieses Ereignis gebaut. Der Olympische Yachthafen befindet sich zehn Busminuten vom Stadtzentrum in Pirita.
Zu den erfolgreichsten Fußballvereinen zählen FC Flora Tallinn und FC Levadia Tallinn. Flora spielt in der 2001 eröffneten A. Le Coq Arena, die auch der Nationalmannschaft als Heimspielstätte dient. Levadias Kadrioru staadion wurde 1926 eröffnet. Das 1956 erbaute Kalevi Keskstaadion ist eine weitere große Sportstätte.
Die 2001 eröffnete Unibet Arena ist eine für Sportveranstaltungen und Konzerte genutzte Halle mit bis zu 10.000 Plätzen. Die Mehrzweckhalle Tondiraba jäähall war bereits Austragungsort für internationale Eishockey- und Eiskunstlaufwettbewerbe.
In der Stadt befindet sich mit der Mustamäe Suusahüppemäed eine Schanzenanlage mit vier Skisprungschanzen.

### Regelmäßige Veranstaltungen
- Im Februar finden Tage der Barockmusik statt, im April das Jazzfestival Jazzkaar, im Juni Altstadt- und Johannisfest sowie ein Tanzfestival im August.
- Das Tallinn Black Nights Film Festival findet im November und Dezember statt.
- Außerdem gibt es jedes Frühjahr eine Skateboard-Veranstaltung für professionelle Skateboarder, die „Simpel Session“, die in der Saku Suurhall stattfindet.[28]
- Jährlich im August wird hier seit 2018 mit dem Ironman Tallinn ein Triathlon über die Ironman-Distanz (3,86 km Schwimmen, 180,2 km Radfahren und 42,195 km Laufen) ausgerichtet.

### Kulinarische Spezialitäten und Gastronomie
Die Altstadt von Tallinn bietet viele Restaurants wie auch Biergärten an. Bekannt ist die im Packhaus mittelalterlich eingerichtete Gaststätte Olde Hansa am Alten Markt. Ebenfalls am Alten Markt befindet sich die Gaststätte Peppersack. Eine regionale Spezialität der Stadt ist der Revaler Killo.

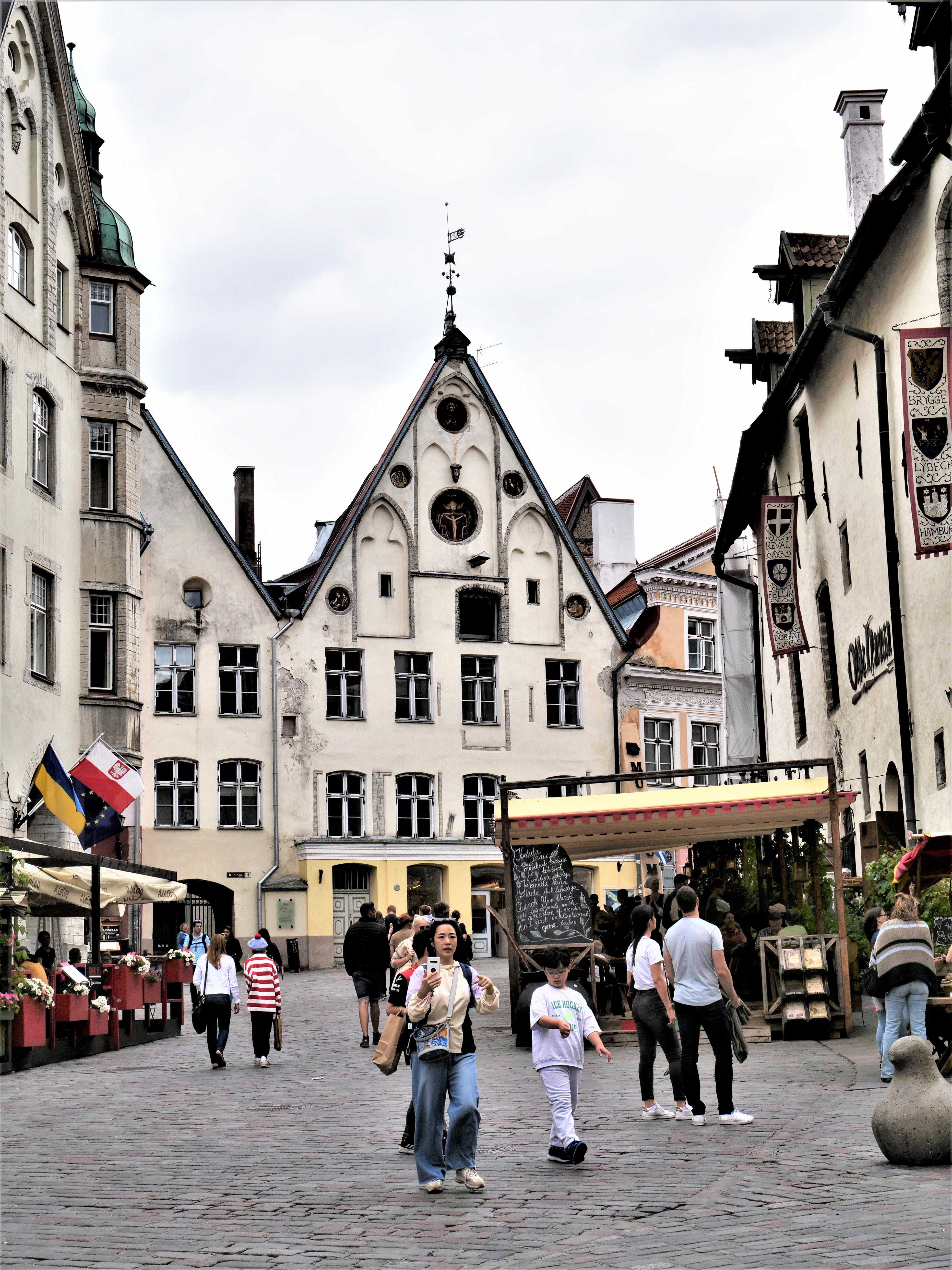
Altstadtrestaurant-Meile
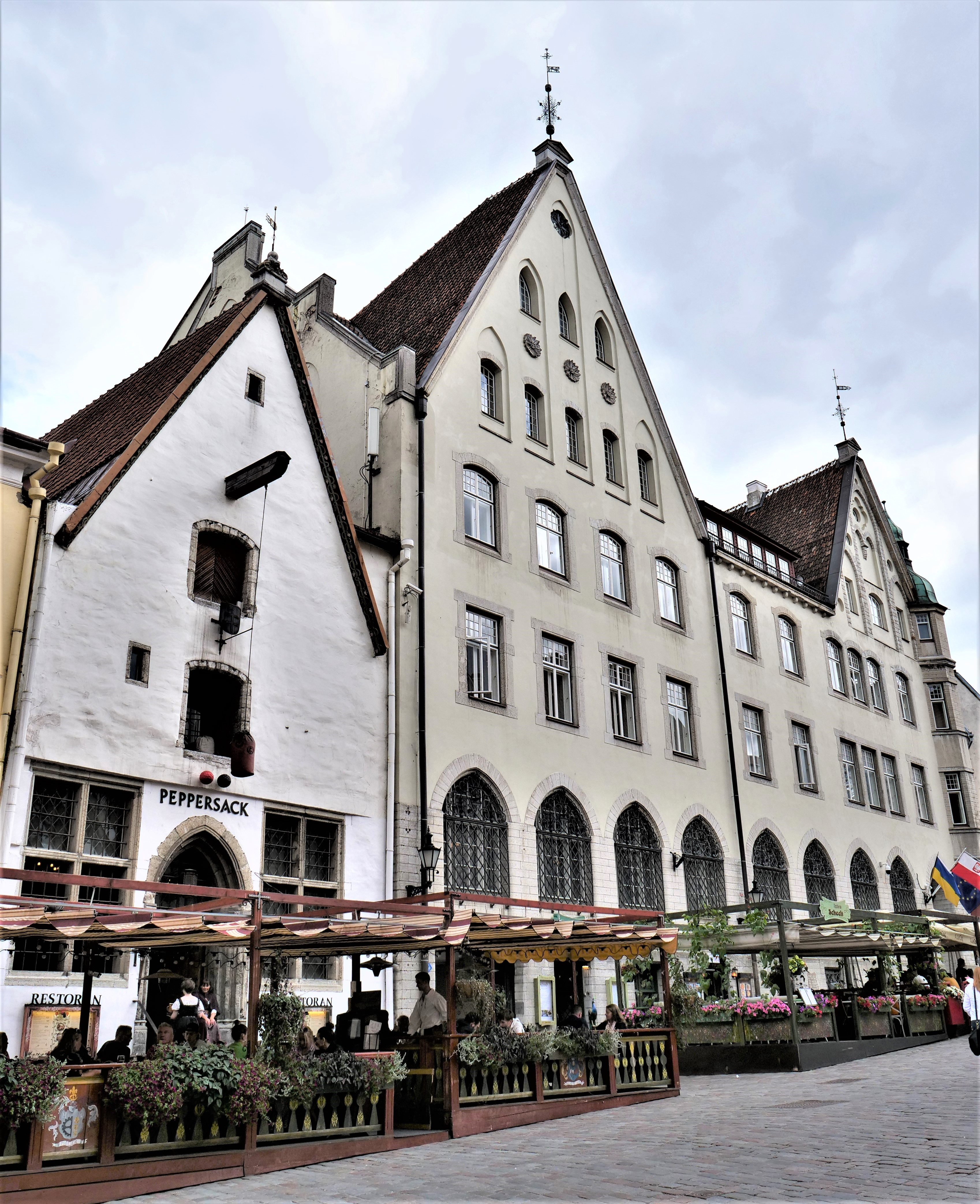
Restaurant „Peppersack“
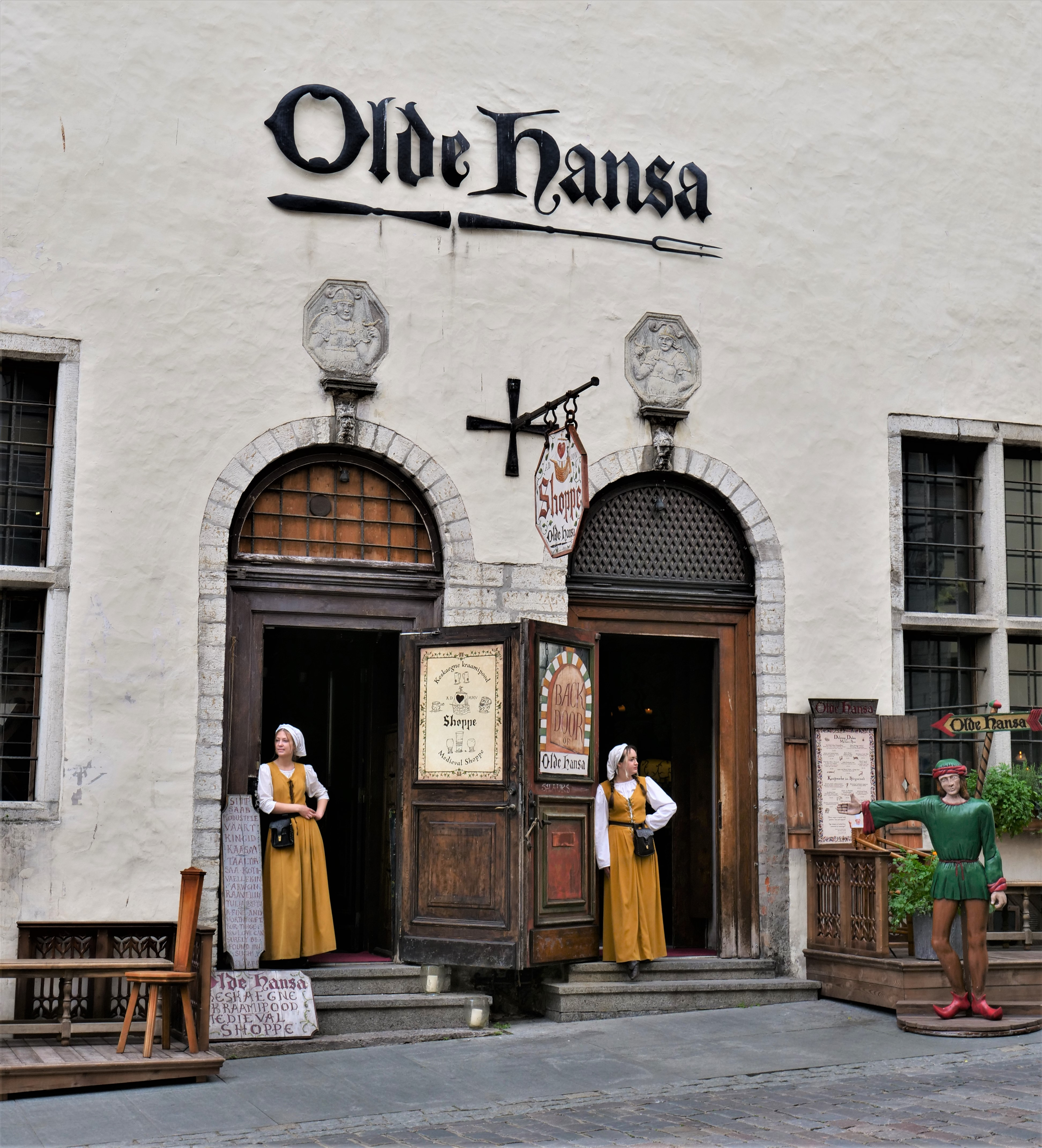
„Olde Hansa“
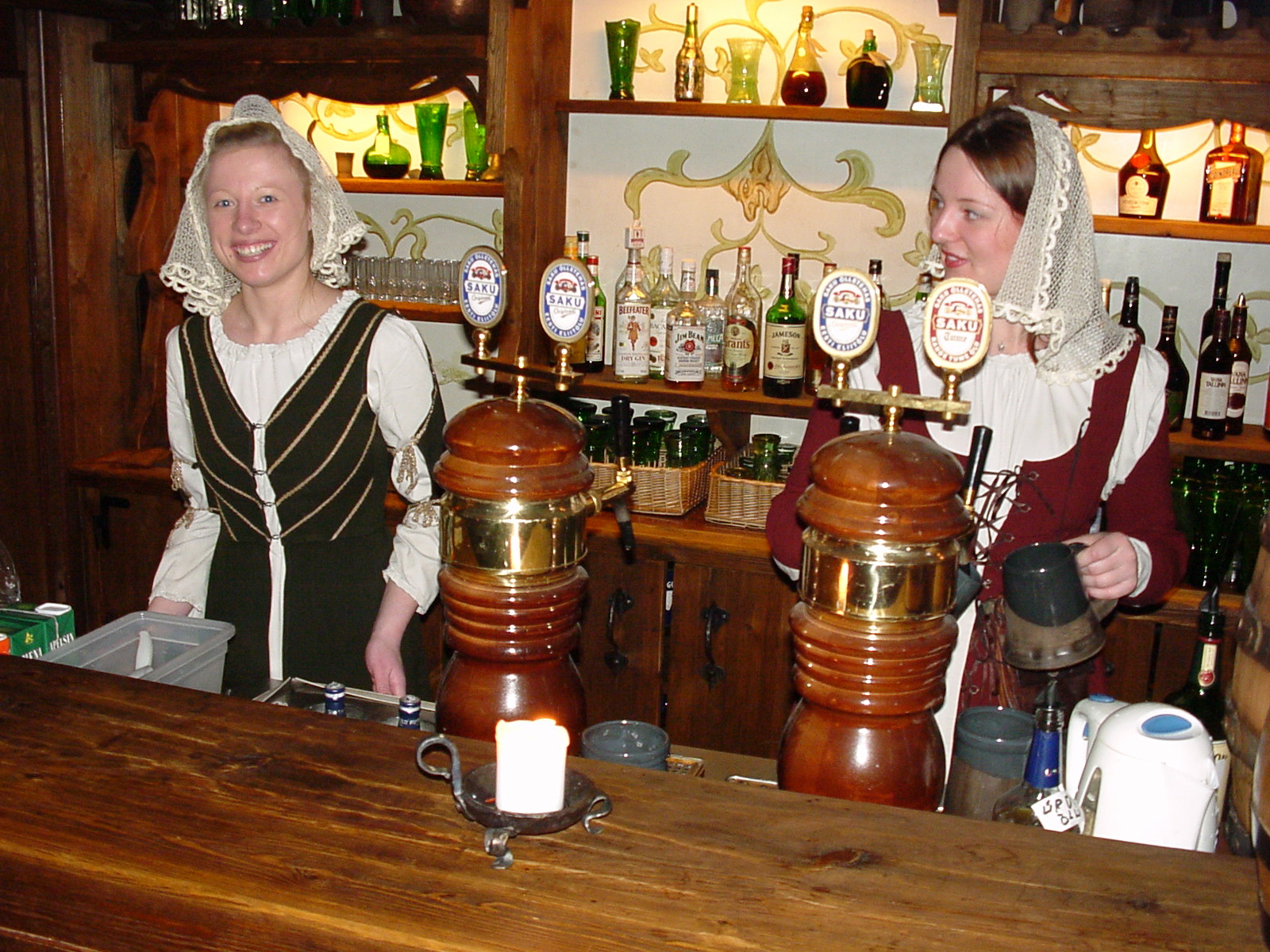
Personal in Tracht

## Persönlichkeiten

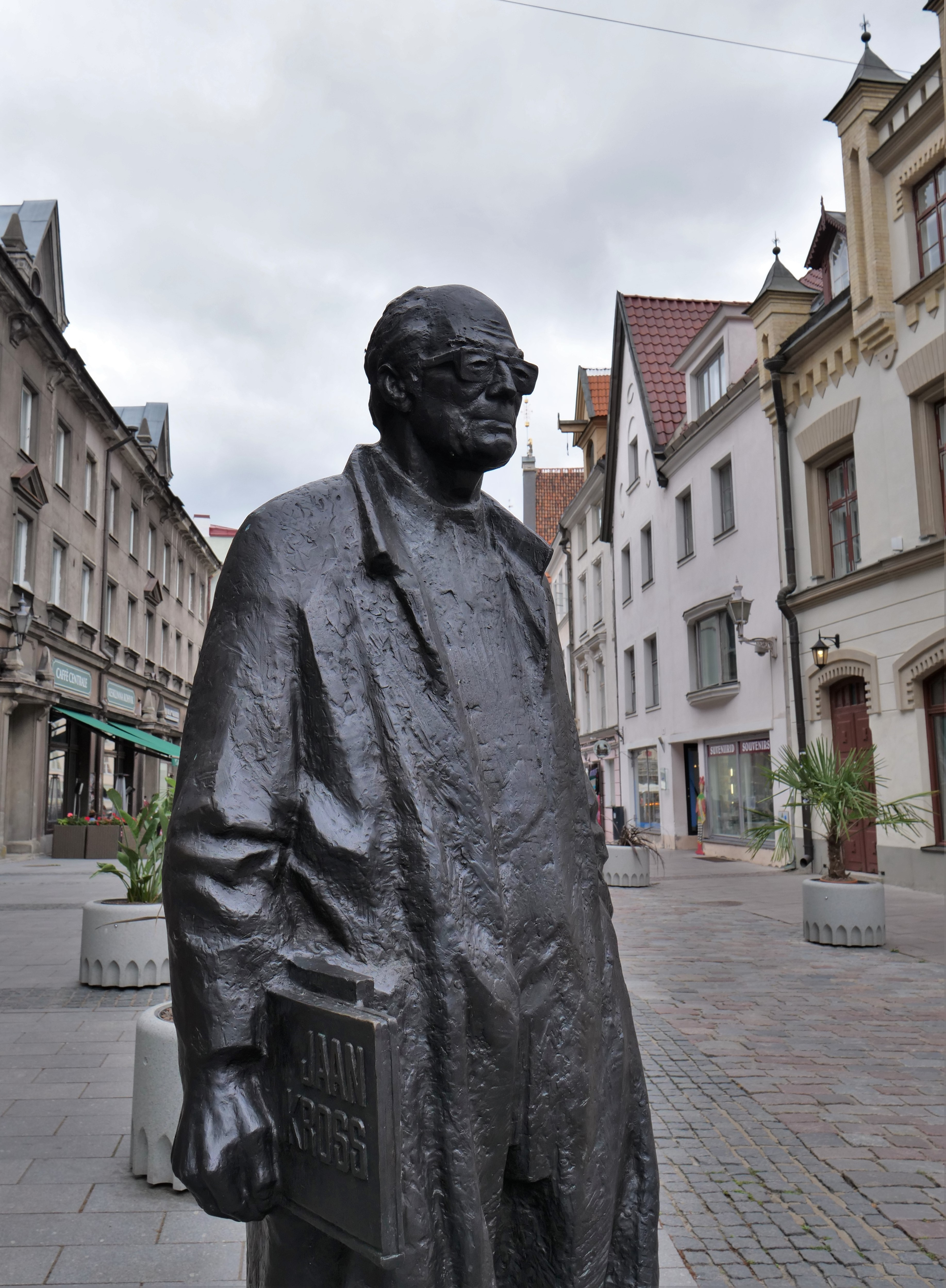
Denkmal für Jaan Kross in Tallinn